# A-4 Skyhawk
A-4 Skyhawk (укр. «Скайхок»; до 1962 року мав індекс A4D) — американський легкий палубний штурмовик, розроблений у першій половині 1950-х років компанією Douglas Aircraft Company. Серійно вироблявся до 1979 року, перебував на озброєнні багатьох країн світу. Широко застосовувався у В'єтнамській війні, арабо-ізраїльських війнах та інших збройних конфліктах.

## Історія створення

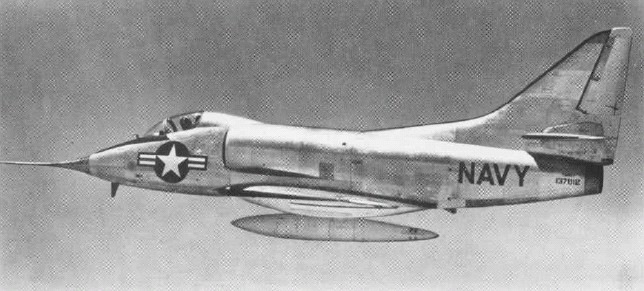
XA4D-1 в польоті

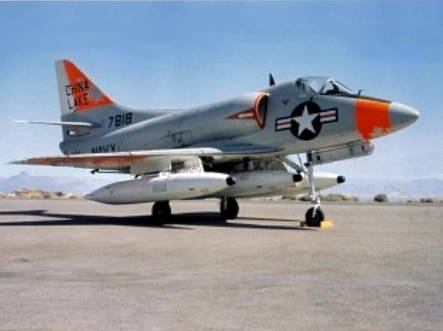
A-4A

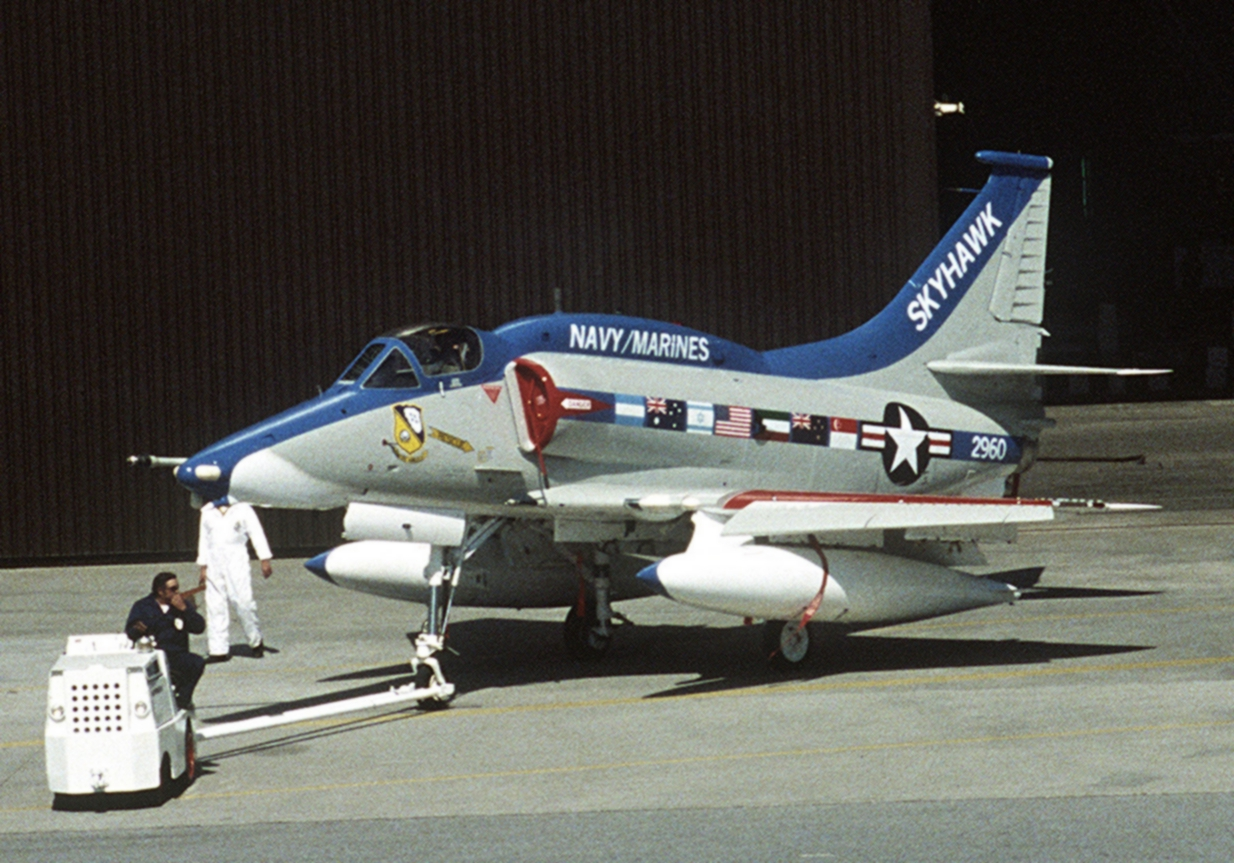
Викатка A-4M (номер 160264), останнього виробленого «Скайхок». 27 лютого 1979 року

На початку 1950-х років генеральний конструктор фірми Ед Хайнеман звернув увагу на тенденцію до збільшення маси сучасних винищувачів. У приватному порядку фірма розробила проект винищувача масою всього близько 3000 кг. Проект не зацікавив американське військове відомство, оскільки на той час уже існували кілька винищувальних програм, однак ВМС США запропонували фірмі розробити палубний штурмовик. У жовтні 1952 року пройшла макетна комісія, після якої почалася вже основна робота над проектом.
Контракт із ВМС від 21 червня 1952 року передбачив поставки 20 серійних літаків (яким був наданий індекс A4D-1), здатних виконувати бомбометання з пікірування, ізоляцію району бойових дій і надання безпосередньої авіаційної підтримки.
Літак планувався, в тому числі, для доставки ядерної зброї (одна ядерна бомба вільного падіння Mk 8, Mk 12 або Mk 91) і повинен був мати наступні характеристики: максимальна швидкість — 800 км/год, бойовий радіус дії — 550 км, бойове навантаження — 900 кг, маса порожнього — не більше 13 600 кг. За кілька тижнів фірма «Дуглас» представила новий проект. Необхідні характеристики були перевершені: літак виявився вдвічі легшим заданих параметрів (5400 кг), мав швидкість 965 км/год і радіус дії 740 км. Пізніше маса літака дещо зросла через нові вимоги до дальності польоту.
«Скайхок» проектувався під впливом досвіду застосування штурмової авіації в Корейській війні. Основним принципом при його створенні була простота конструкції фюзеляжу. Це був легкий і компактний літак, якому для базування на авіаносці навіть не було потрібно складати консолі крила. У разі відмови гідравлічної системи і неможливості випустити шасі «Скайхок» міг здійснити аварійну посадку на два підвісних паливних баки, що використовувалися в більшості випадків.
Чинниками, що мали позитивний вплив на бойову живучість A-4, були можливість переходу на ручне керування при відмові основної та допоміжної гідравлічних систем, трьохлонжеронне крило і протектованний фюзеляжний паливний бак. Кабіна пілота броньована, зовнішня сталева броня по зовнішніх обрисах кабіни, лобове бронескло. Забезпечення захисту пілота від наземного вогню ЗПУ 14,5 мм з дистанції 300 м . Маса бронювання становила 450 кг, або 5,5 відсотків від нормальної злітної маси. A-4 став першим літаком, обладнаним системою дозаправки в польоті серед літаків свого типу, і останнім сильноброньованим штурмовиком 1950—1960 рр.
Новий літак уперше піднявся в повітря з авіабази «Едвардс» 22 червня 1954 року, під керуванням Роберта Рана (Robert Rahn). Серійне виробництво машини тривало чверть століття, до 27 лютого 1979 року, коли із складального цеху було викочено останній з 2960 «Скайхоків».

## Експлуатація

### США

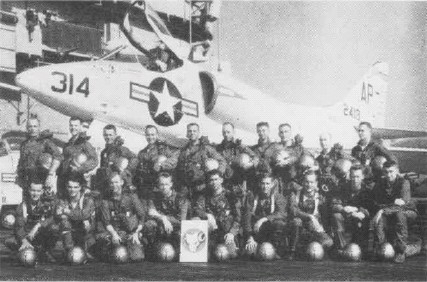
Пілоти 83-ї штурмової ескадрильї, авіаносець «Ессекс», 1958 рік. На задньому плані A4D-2

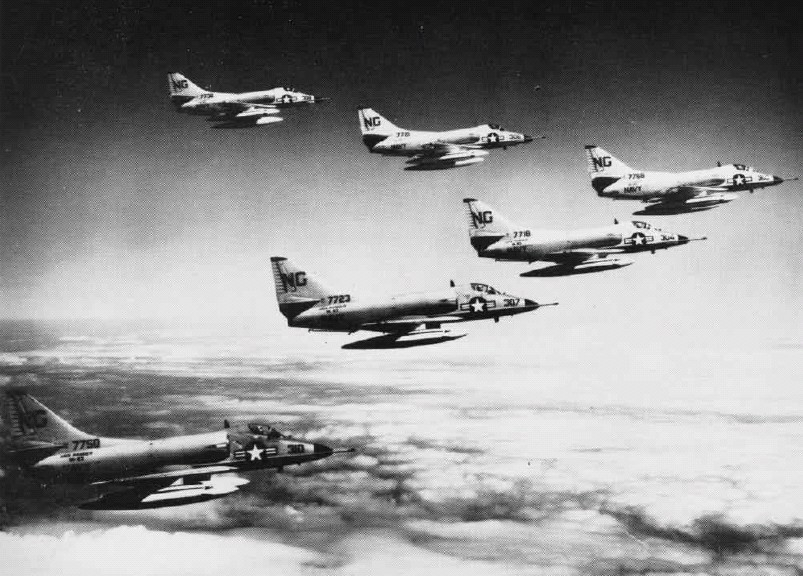
Група A-4C з 93-ї штурмової ескадрильї ВМС США, початок 1960-х років

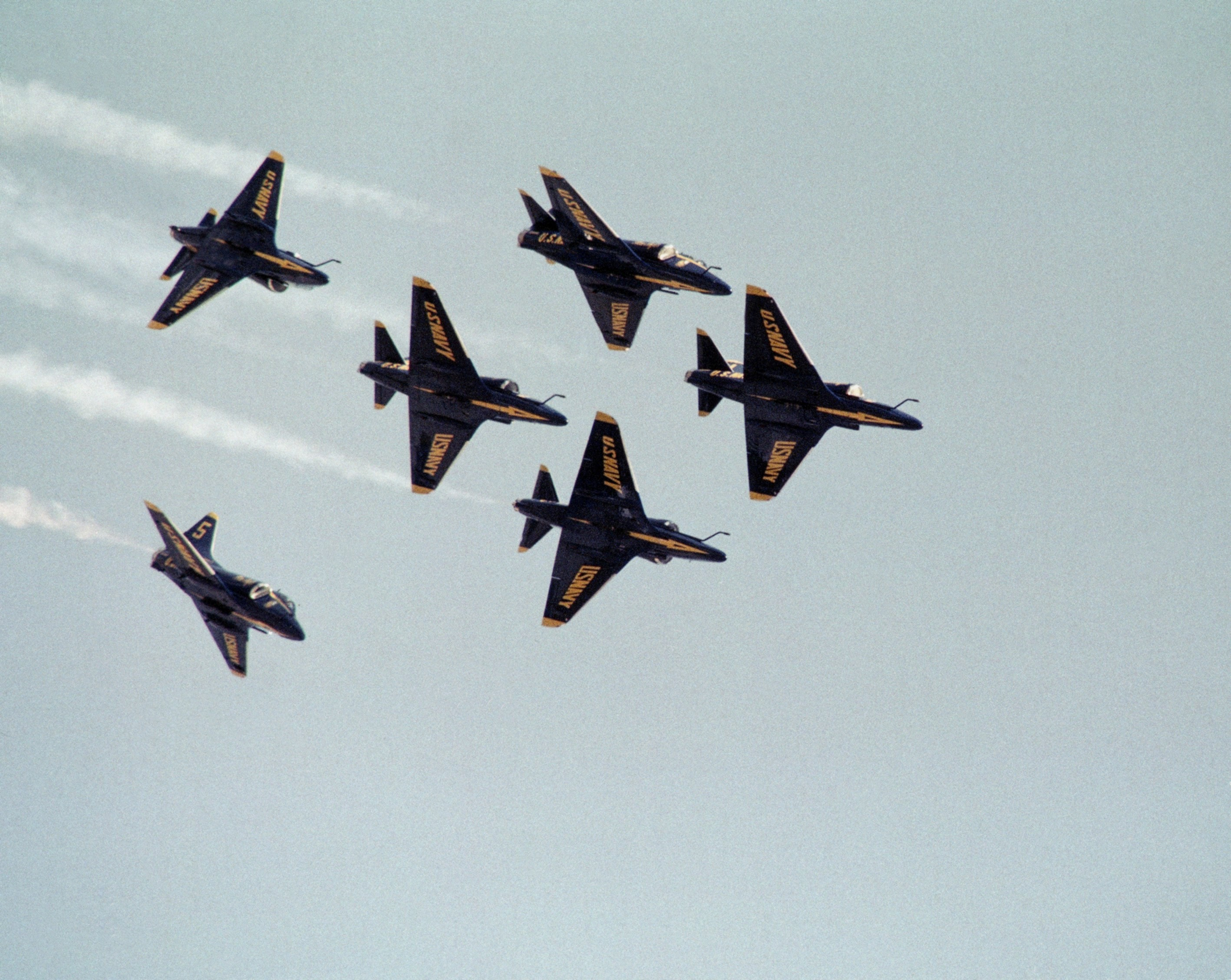
Пілотажна група «Блакитні ангели», 1984 рік

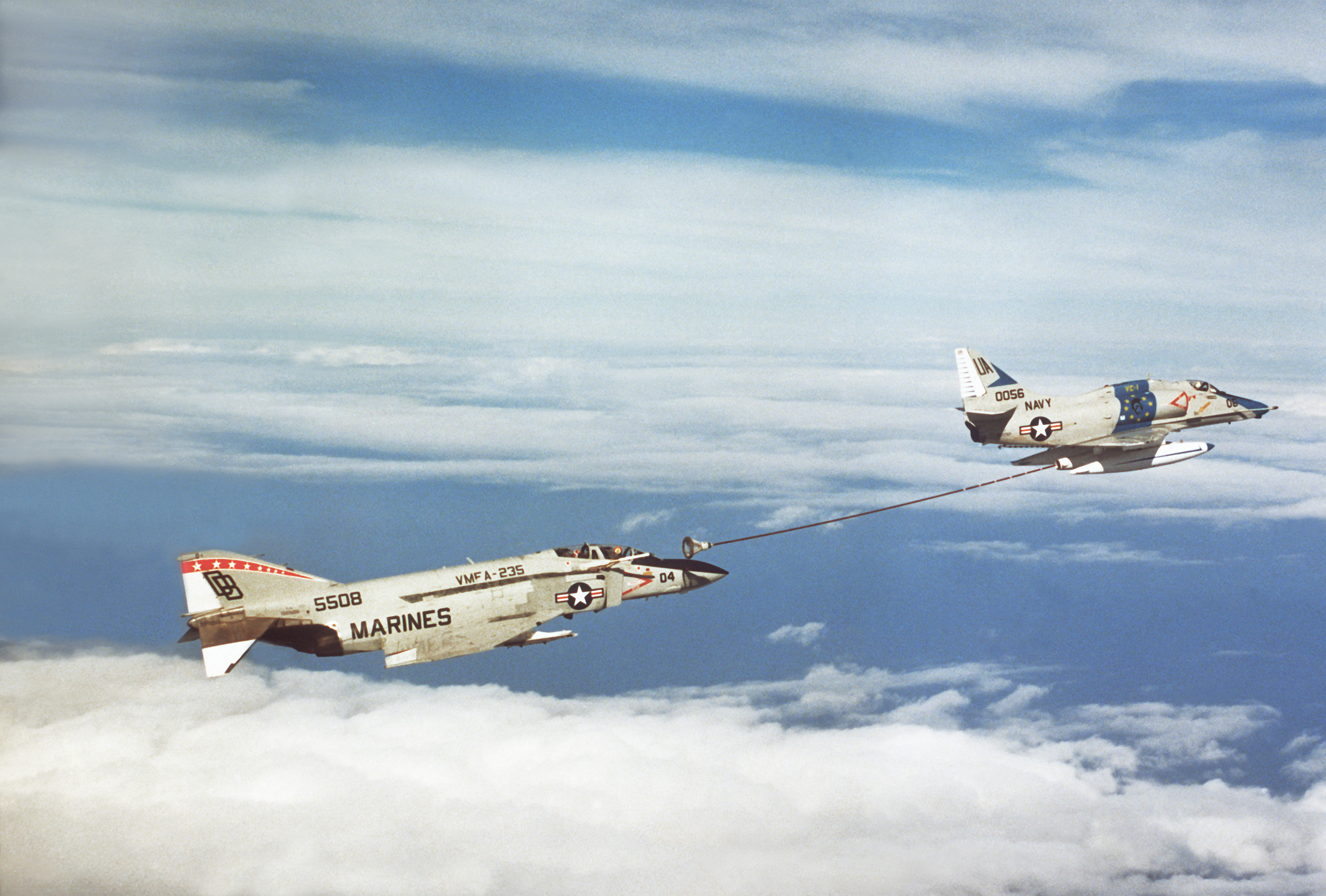
A-4E дозаправляє «Фантом» морської піхоти

Перший «Скайхок» надійшов у стройову ескадрилью ВМС США (72-га штурмова ескадрилья «Блакитні яструби», VA-72 Blue Hawks) 26 вересня 1956 року. З початку 1957 року нові літаки почали надходити на озброєння Корпусу морської піхоти, першою їх отримала 224-та штурмова ескадрилья «Бенгальські тигри» (VMA-224 Bengals).
Як палубний штурмовик A-4 прийшов на зміну поршневому A-1 «Скайрейдер». Він був простим у керуванні і обслуговуванні, мав хорошу маневреність і міг нести широкий спектр озброєнь (включаючи ядерну зброю). «Скайхок» користувався повагою серед пілотів і отримав кілька прізвиськ, найбільш відомим з яких було «Хот-род Хайнемана» (Heinemann's Hot-Rod). Перші роки служби A-4 пройшли досить спокійно. Озброєні цими штурмовиками ескадрильї брали участь у походах авіаносців по Тихому океану, в Атлантиці і Середземному морі, прикривали висадку морської піхоти в Лівані (1958), здійснювали польоти над районом бойових дій під час висадки десанту кубинських емігрантів в затоці Свиней (1961) і брали участь у Карибській кризі (1962), проте в цих випадках до реального застосування штурмовиків справа не дійшла.
Кульмінацією служби американських «Скайхоків» стала В'єтнамська війна, в якій значну роль зіграли літаки і палубної авіації, і морської піхоти. У самий розпал бойових дій, в грудні 1967 року, ВМС США почали поступове зняття A-4 з озброєння — його місце тепер повинен був зайняти A-7 «Корсар» II. Останні «Скайхок» покинули палуби американських авіаносців у 1975 році, і через кілька років вони були виведені зі складу та частин Резерву ВМС. Набагато довше залишалися на озброєнні Корпусу морської піхоти. Саме КМП призначався останній серійний «Скайхок», викочений із цеху 27 лютого 1979 року. Рівно через одинадцять років, 27 лютого 1990 року, A-4 були зняті з озброєння ескадрилій морської піхоти першої лінії, а в червні 1994 року від них відмовився Резерв КМП, тим самим завершивши службу бойових модифікацій A-4 в США.
«Скайхок» використовувався не тільки як штурмовик. Під час В'єтнамської війни він був обраний в якості «літака-агресора» в Школі винищувального озброєння ВМС США (завдяки популярному фільму більше відомій як «Топ Ган»), імітуючи північнов'єтнамські винищувачі МіГ-17, що мали схожі льотні характеристики. Спочатку противника імітували A-4E, пізніше замінені двомісними літаками. Навчально-тренувальні модифікації зіграли велику роль у підготовці льотчиків палубної авіації. За рахунок цього двомісні «Скайхок» затрималися на службі довше своїх одномісних побратимів і продовжували літати аж до 2003 року. Зняття їх з озброєння ознаменувало кінець майже 50-річної експлуатації літаків цього типу в збройних силах США.
У 1974—1986 роках літаки A-4F використовувала пілотажна група ВМС США «Блакитні ангели».

### Австралія

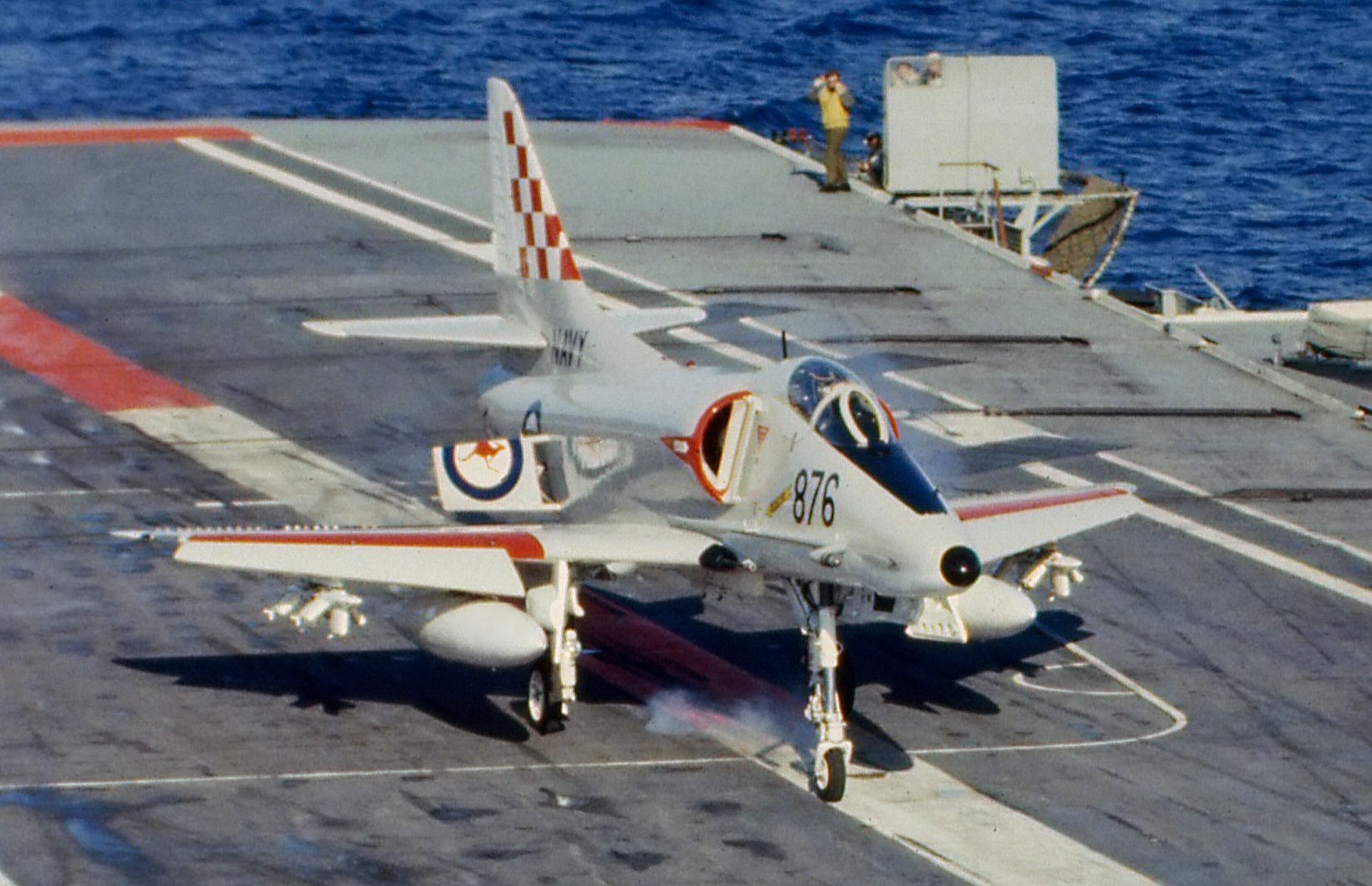
A-4G на палубі авіаносця «Мельбурн»

26 жовтня 1965 року Військово-морські сили Австралії оголосили про намір закупити штурмовики «Скайхок» у зв'язку зі зростанням загрози з боку Індонезії. В Австралію постачалися модифікації A-4G і TA-4G, всього було отримано відповідно 16 і 4 літаки. Вони перебували на озброєнні двох ескадрилій. Ескадрилья № 805 (пізніше VF-805) була бойовою і періодично базувалася на борту австралійського авіаносця «Мельбурн»; усі двомісні літаки надійшли в навчальну ескадрилью № 724 (пізніше VC-724), вони не могли експлуатуватися з короткої палуби «Мельбурна» через змінений центр ваги.
Австралійські «Скайхоки» мали високий рівень аварійності, за півтора десятиліття в льотних пригодах була втрачена приблизно половина від загального числа поставлених машин. У 1982 році «Мельбурн» був виведений зі складу Королівських ВМС, а в 1984 році Австралія продала всі свої вцілілі A-4 в Нову Зеландію.

### Аргентина
У 1965 році військово-повітряні сили Аргентини замовили 50 літаків A-4B для заміни застарілих «Метеорів» і F-86. Постачання почалося восени 1966 року, проте було затримане на декілька років, оскільки Конгрес США побоювався, що ці літаки можуть знадобитися ВМС і КМП у зв'язку з великими втратами «Скайхоків» у В'єтнамі. В 1975 році було замовлено ще 25 літаків. Всього ВПС Аргентини отримали 75 машин, що мали позначення A-4P.
Військово-морські сили Аргентини в 1971 році замовили 16 A-4B. Ці машини отримали позначення A-4Q і відрізнялися від літаків ВПС здатністю нести ракети класу «повітря-повітря» AIM-9. Вони періодично базувалися на авіаносці «Вейнтісінко де Майо».
В Аргентині A-4 перебували на озброєнні чотирьох ескадрилій ВПС і однієї ескадрильї ВМС. Приблизно 25% парку «Скайхоків» було втрачено у Фолклендській війні 1982 року. Компенсувати втрати Аргентина не могла через введене США ембарго на продаж зброї. Лише в 1994 році ембарго було знято, і відразу ж пішло замовлення партії літаків на базі A-4M, що експлуатувалися американською морською піхотою. Поставки 36 A-4AR і 4 TA-4AR почалися в 1997 році, що дозволило командуванню ВПС остаточно зняти з озброєння «Скайхок» старих модифікацій.

### Бразилія

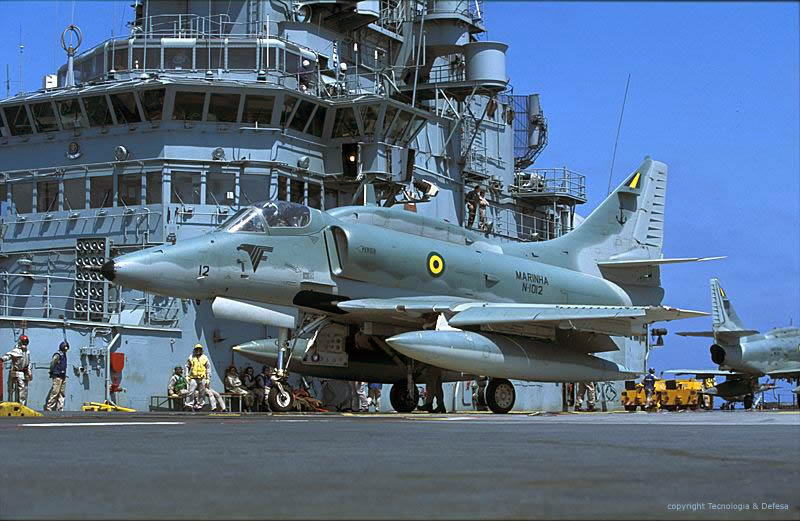
AF1 на палубі авіаносця «Сан-Паулу»

В 1997 році Бразилія уклала з Кувейтом контракт на поставку 20 кувейтських A-4KU і 3 TA-4KU. У Військово-морських силах Бразилії ці літаки отримали позначення AF-1 і AF-1A. Підготовка пілотів проводилася в Аргентині і США. В даний час «Скайхоками» озброєна одна ескадрилья, що базується на авіаносці авіаносця «Сан-Паулу».

### Ізраїль

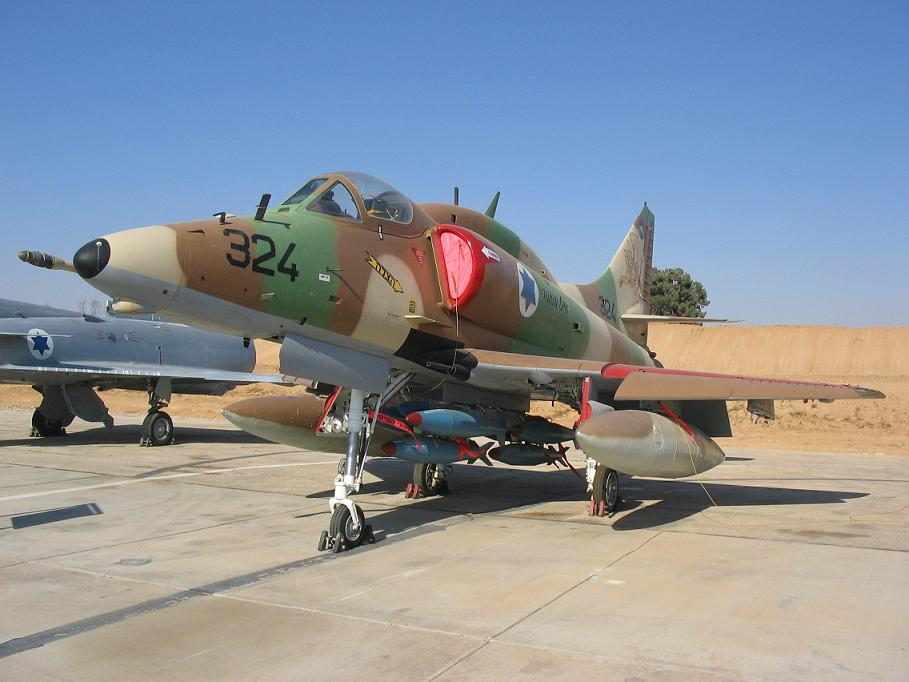
A-4N

Контракт на поставку до Ізраїлю перших 48 «Скайхоків» був підписаний у серпні 1966 року. Перші літаки прибули в грудні 1967 року. Військово-повітряні сили Ізраїлю виявилися найбільшим експлуатантом A-4 за межами США: вони отримали 90 A-4H, 10 TA-4H і 117 A-4N. Крім того, для поповнення великих втрат у війні 1973 року зі складу ВМС і КМП США були передані 46 A-4E і доставлені на борту авіаносця «Індепенденс». З дев'яностих років «Скайхоки» використовувався для підготовки льотного складу, а в 2015 році їх було остаточно знято з озброєння.

### Індонезія

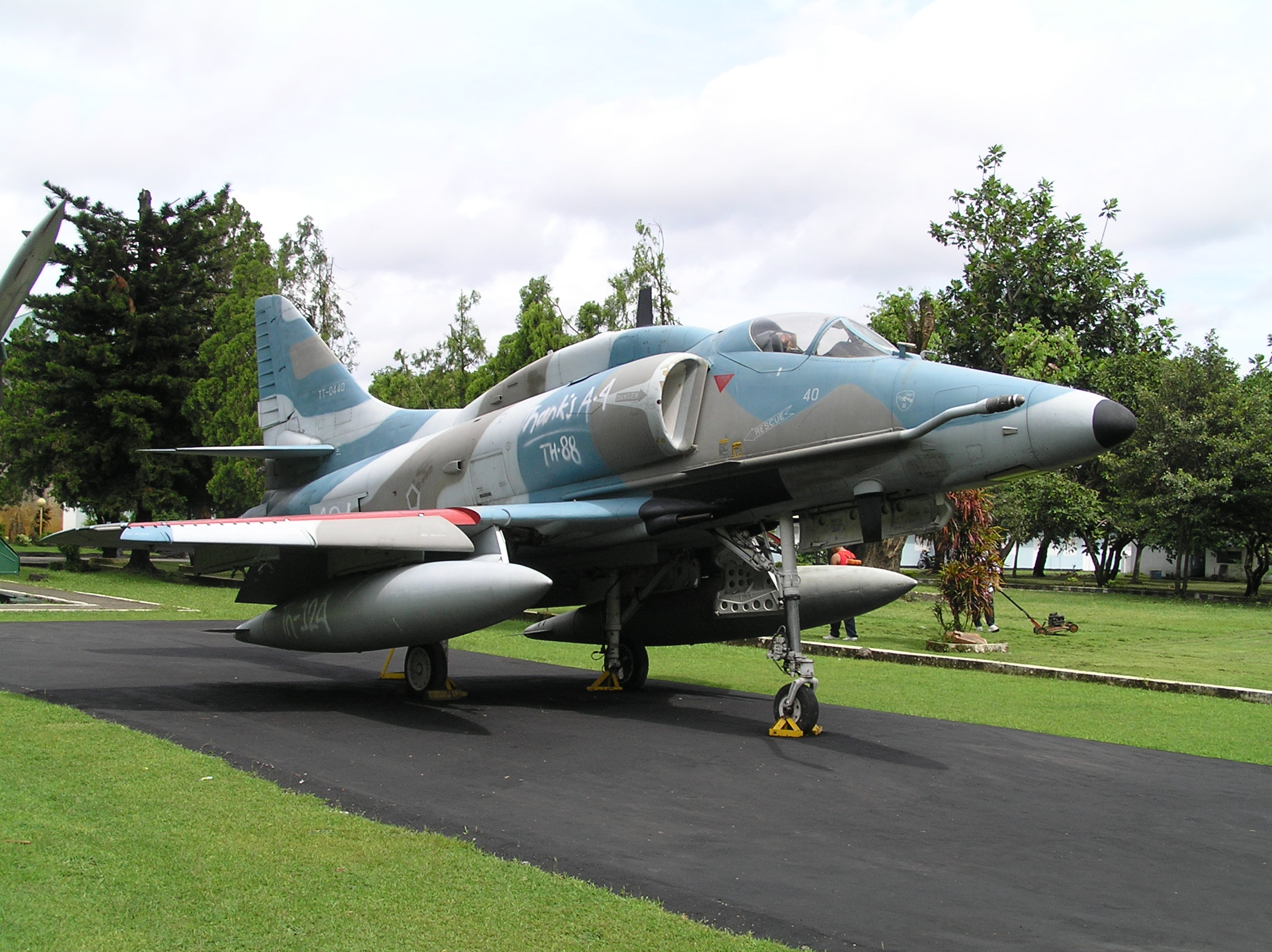
A-4H в Музеї ВПС Індонезії

У 1979 році Індонезія замовила в Ізраїлі 14 A-4E і 2 TA-4H; угода була таємною. У 1982 році в США були закуплені ще 16 A-4E. Індонезійські «Скайхоки» служили в ескадрильях № 11 і № 12. У 1996 році всі літаки були переведені в ескадрилью № 11 на авіабазі Хасануддін. Пізніше із США отримано два TA-4J.

### Кувейт

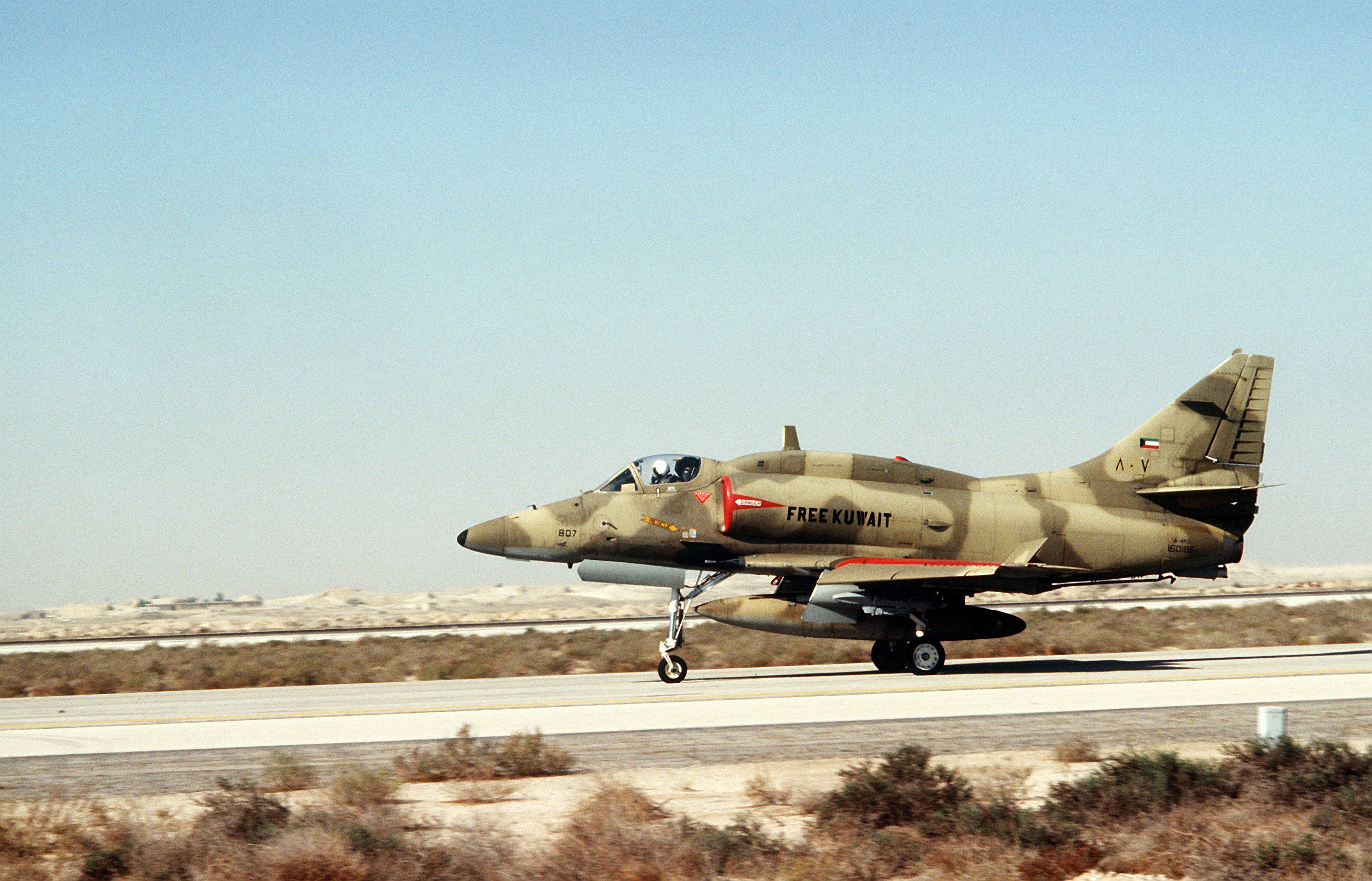
A-4KU Вільних ВПС Кувейту на саудівському аеродромі, зима 1991 року

У листопаді 1974 року уряд Кувейту оголосив про наміри придбати 36 літаків «Скайхок». Всього було поставлено 30 A-4KU і 6 TA-4KU, що перебували на озброєнні ескадрилій № 9 і 25.
Частину кувейтських літаків було втрачено під час іракського вторгнення в серпні 1990 року. Після війни в Перській затоці ВПС Кувейту отримали винищувачі-бомбардувальники F/A-18, і «Скайхоки» були відправлені на зберігання. Мали місце невдалі спроби продати їх в Боснію і на Філіппіни, в 1997 році нарешті був укладений контракт із Бразилією, що отримала всі 23 вцілілих кувейтських A-4.

### Малайзія
Королівські Військово-повітряні сили Малайзії у 1980 році замовили 88 літаків «Скайхок». Пізніше через інфляцію замовлення було зменшено, і Малайзія отримала 34 A-4PTM і 6 TA-4PTM. Вони перебували на озброєнні ескадрилій № 6 і 9, що базувалися в Куантані. У зв'язку з отриманням нових ударних літаків «Хок» і F/A-18D до кінця 1990-х років малайзійські A-4 були виведені з експлуатації.

### Нова Зеландія

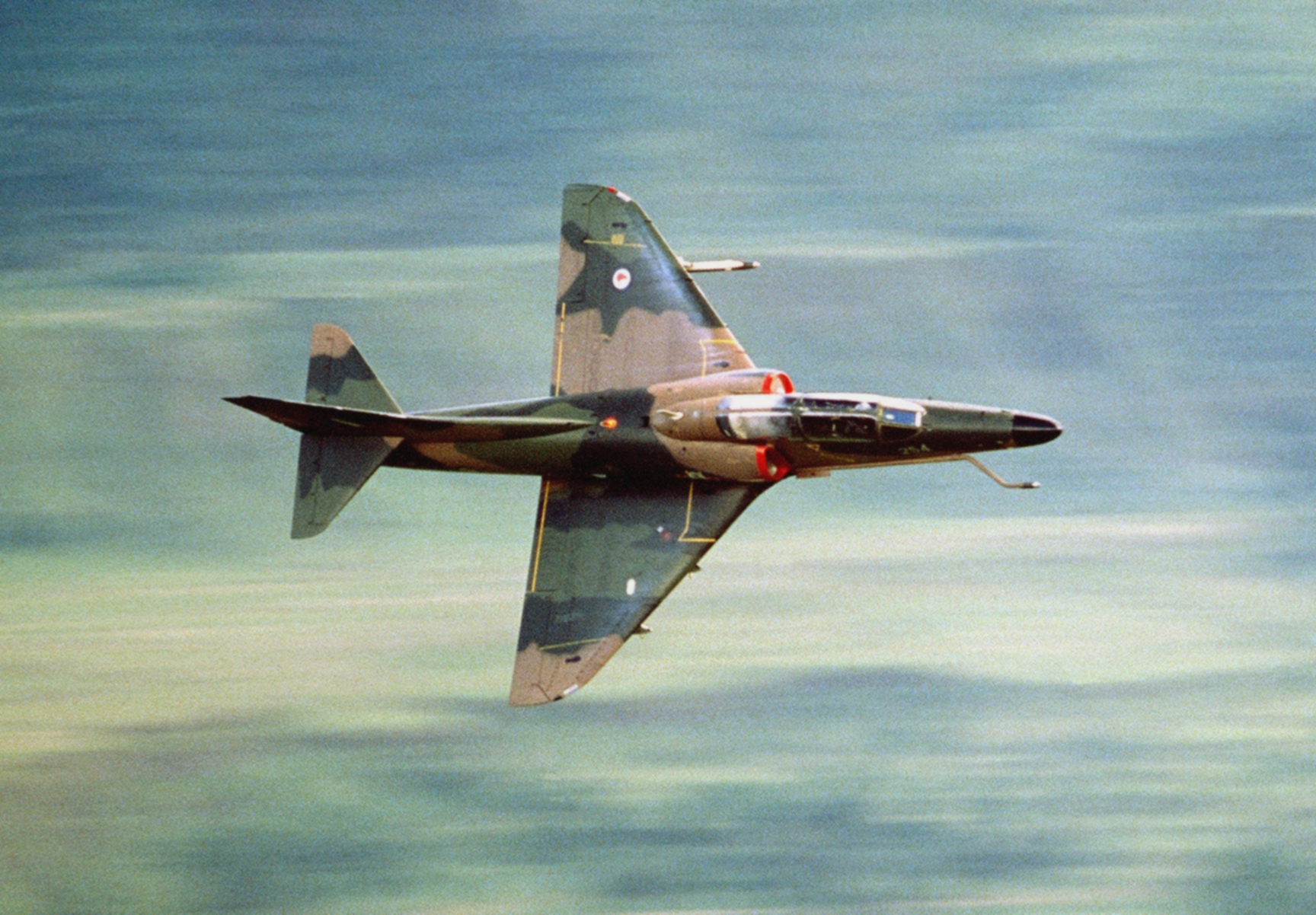
TA-4K виконує протиракетний маневр на навчаннях

3 липня 1968 року Нова Зеландія замовила 12 літаків «Скайхок» для заміни застарілих бомбардувальників «Канберра». 10 A-4K і 2 TA-4K були поставлені в 1970 році та надійшли на озброєння ескадрильї № 75. Додаткові літаки отримані в 1984 році з Австралії, що продала 10 своїх «Скайхоків», що дозволило озброїти штурмовиками ще одну новозеландську ескадрилью (№ 2). З 1991 року ця ескадрилья базувалася в Австралії за угодою між урядами двох країн.
З 1986 року новозеландські A-4 пройшли програму модернізації «KAHU», отримавши нову авіоніку. Незважаючи на це, в кінці 1990-х років постало питання про необхідність їх заміни. Для цього Нова Зеландія збиралася закупити винищувачі-бомбардувальники F-16, але угода не відбулася. З початку 2000-х років літаки «Скайхок» були виведені з експлуатації, а в 2005 році прийнято рішення про їх продаж за кордон.
Примітно, що у 2001 році в Новій Зеландії із запчастин був зібраний новий TA-4K спеціально для музейного експонування; таким чином, цей літак можна вважати останнім побудованим «Скайхоком».

### Сінгапур

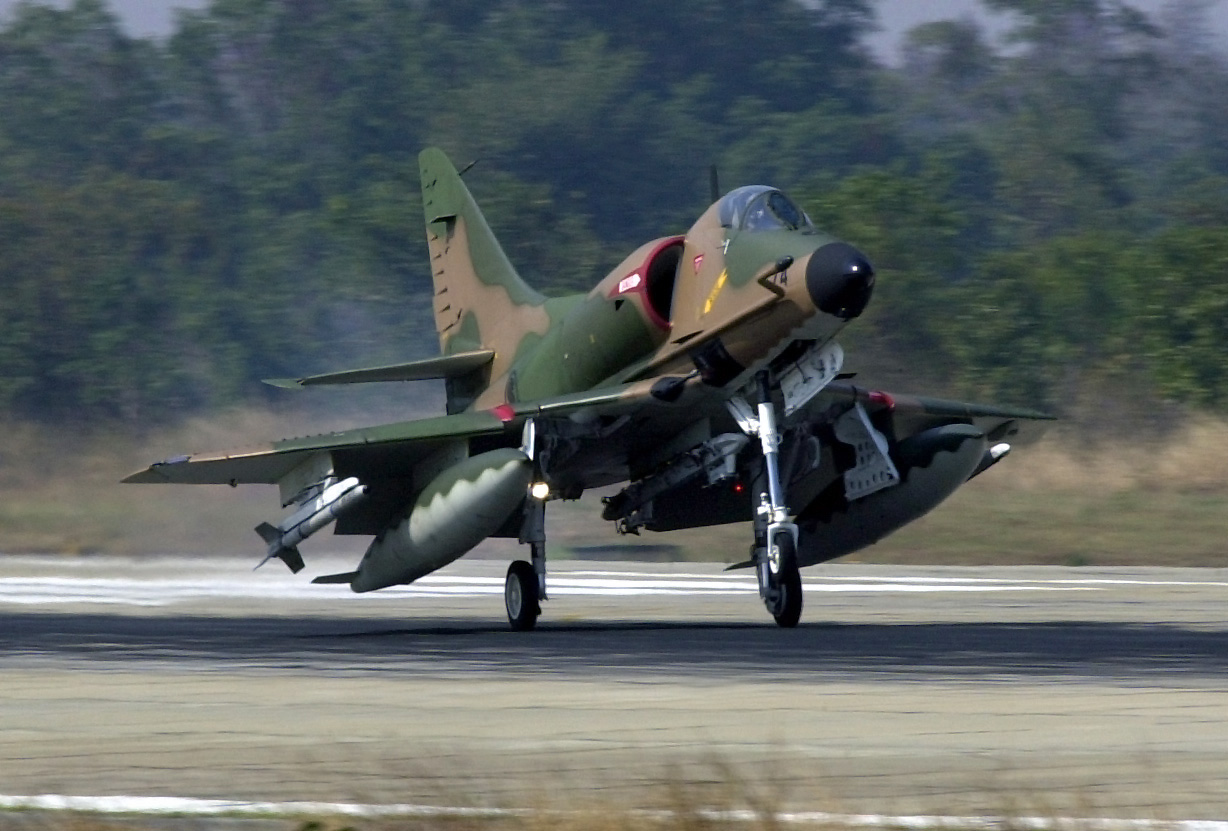
A-4SU злітає з авіабази Корат, Таїланд

З 1972 року Сінгапур закупив не менше 126 літаків A-4B і A-4C, перероблених під стандарт A-4S. Двомісні модифікації не закуповує; натомість було проведено незвичайне переобладнання одномісних літаків, яке полягало в установці другої кабіни пілота з окремим ліхтарем (TA-4S). В середині 1980-х років був проведений перший етап модернізації сінгапурських A-4, які отримали двигуни Дженерал Електрик F404-GE-100D (A-4S-1). На другому етапі модернізації була встановлена нова авіоніка; ці літаки (A-4SU і TA-4SU) отримали позначення «Супер Скайхок».

## Бойове застосування

### Південно-Східна Азія

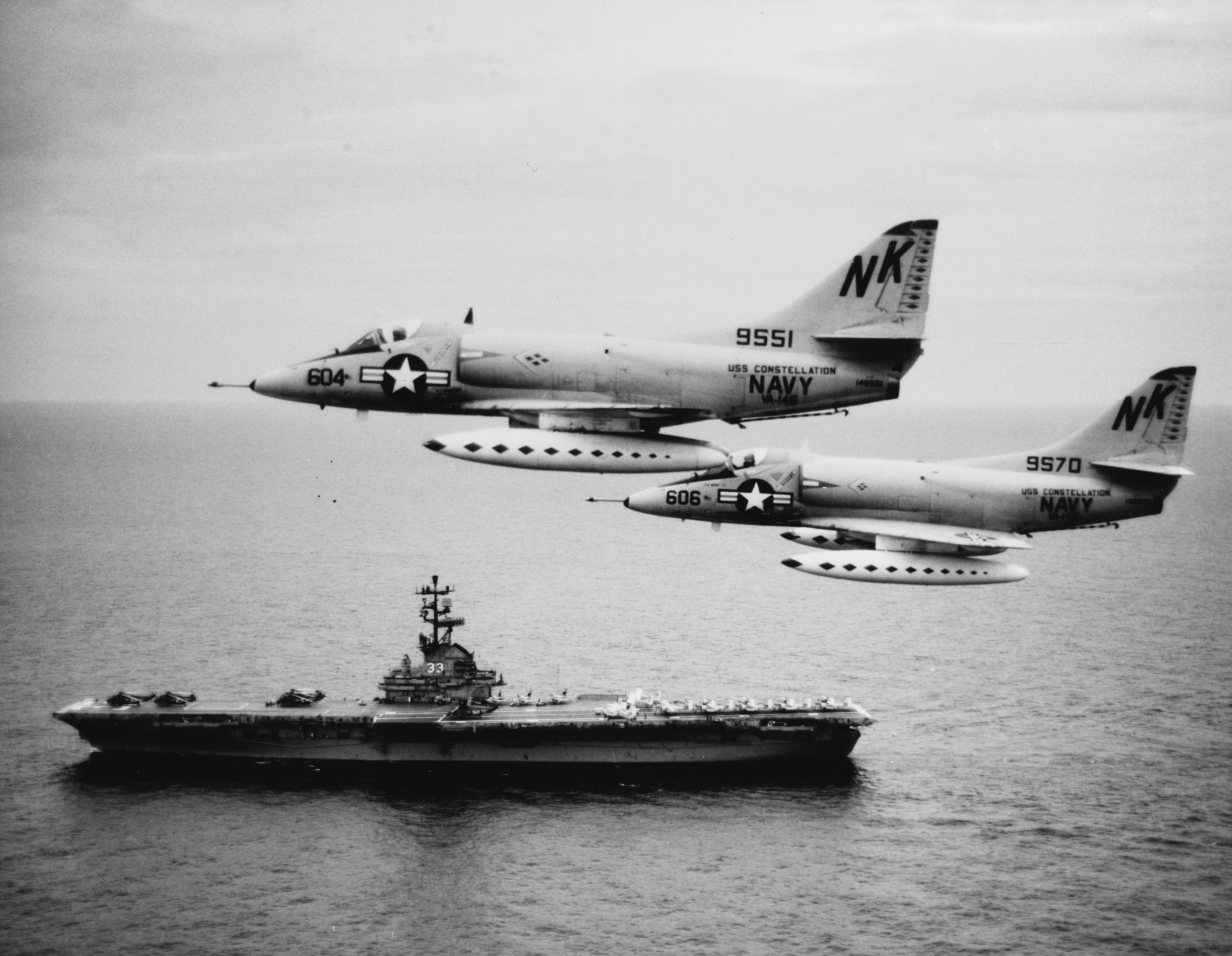
Пара A-4C виконує тренувальний політ над Тонкінською затокою. 12 серпня 1964 року

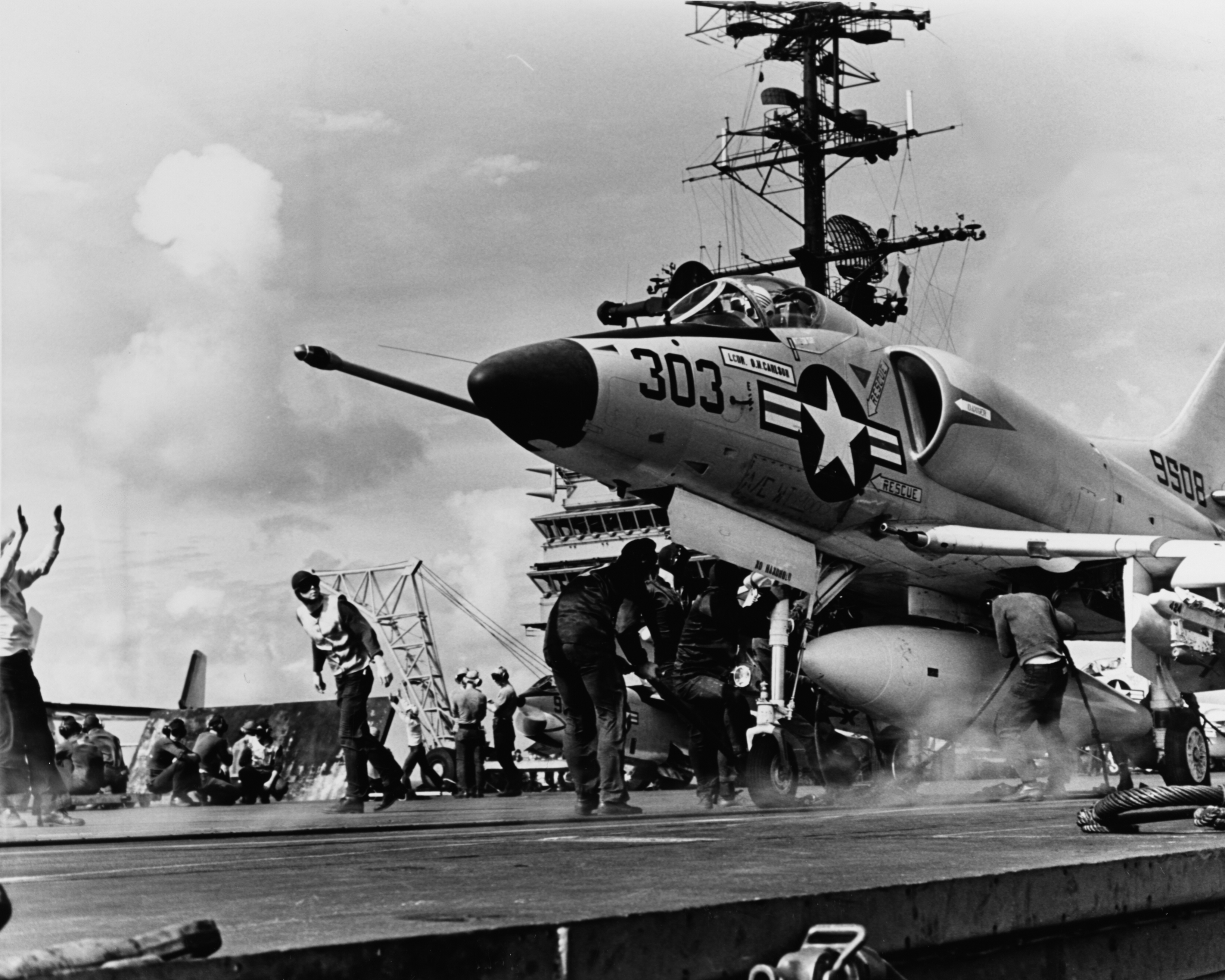
A-4C готовий до бойового вильоту. Авіаносець «Хенкок», 24 березня 1965 року

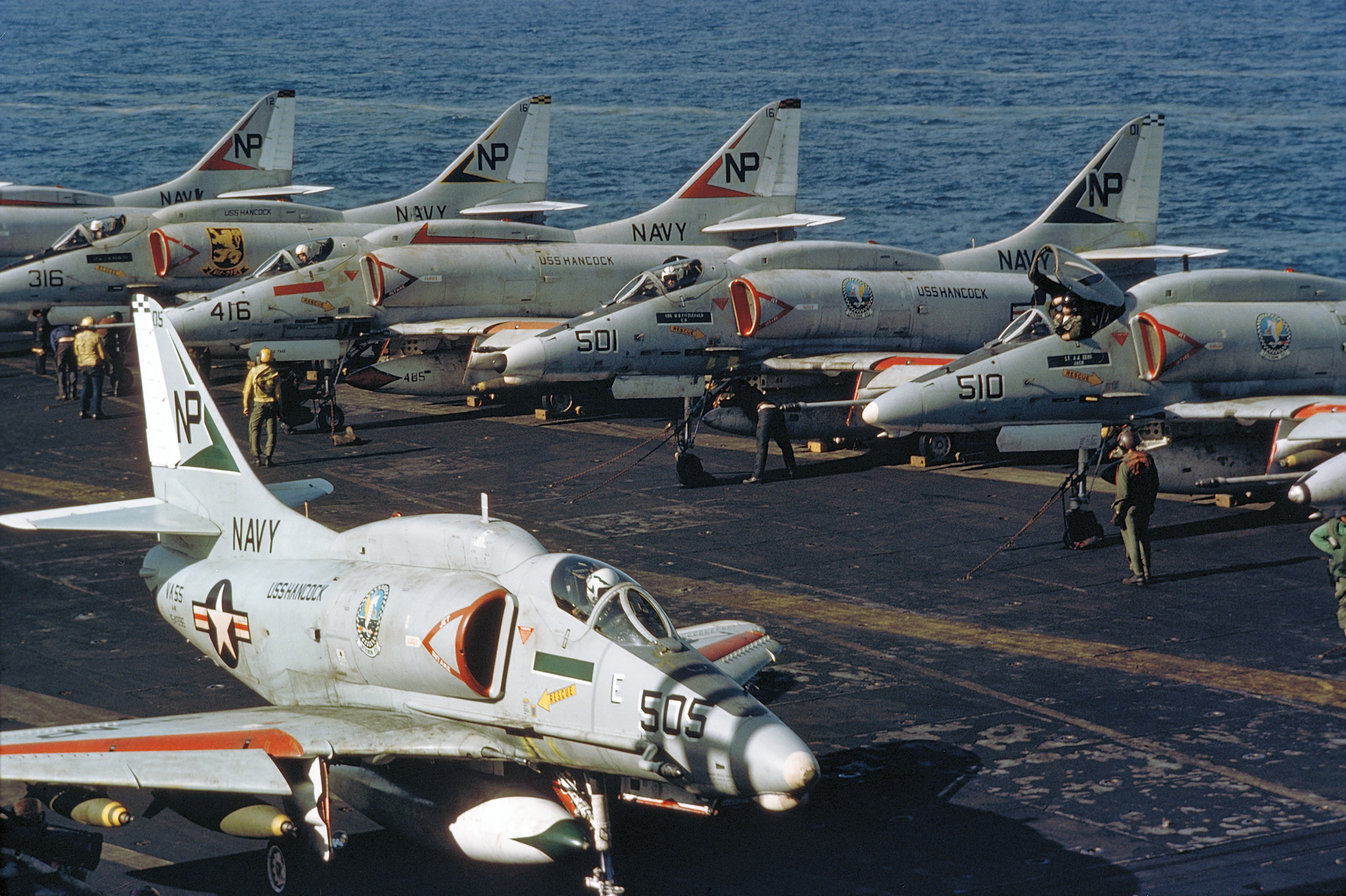
A-4F на палубі авіаносця «Хенкок». Тонкінська затока, 25 травня 1972 року

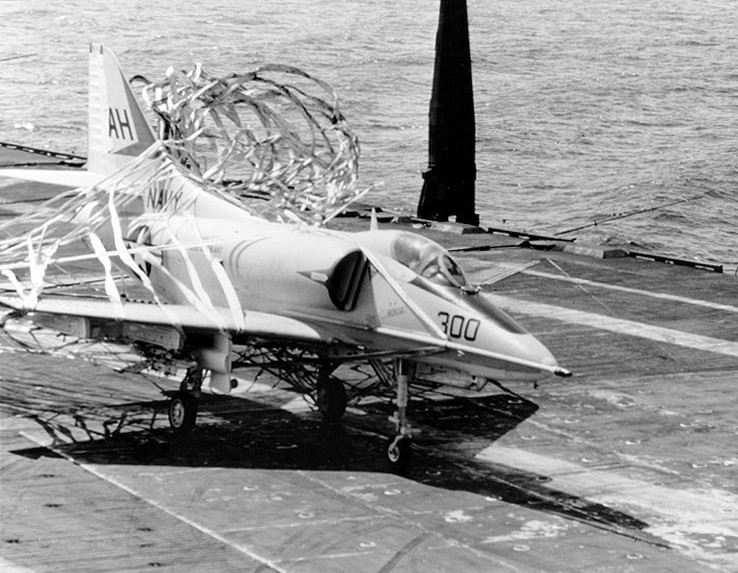
A-4E після повернення із бойового вильоту, 20 жовтня 1967 року. Літак зупинено нейлоновим бар'єром через бойове пошкодження шасі. Шість днів потому на цьому літаку (номер 149959) був збитий Джон Маккейн.

«Скайхоки» воювали в Південно-Східній Азії в буквальному розумінні з першого і до останнього дня війни США у В'єтнамській війні. 5 серпня 1964 року A-4 були в числі літаків, що здійснили перший наліт на Північний В'єтнам. Операція «Прострілююча Стріла» (Pierce Arrow) проводилась у відповідь на передбачувані дії північнокорейських катерів проти есмінців ВМС США під час другого Тонкінського інцидента. В ході нальоту була знищена частина торпедних катерів ДРВ, а також нафтосховище у Вині. Втрати склали два літаки, в тому числі один «Скайхок» із 144-ї штурмової ескадрильї; його пілот Еверетт Альварес катапультувався і став першим американським військовополоненим у Північному В'єтнамі.

### Близький Схід

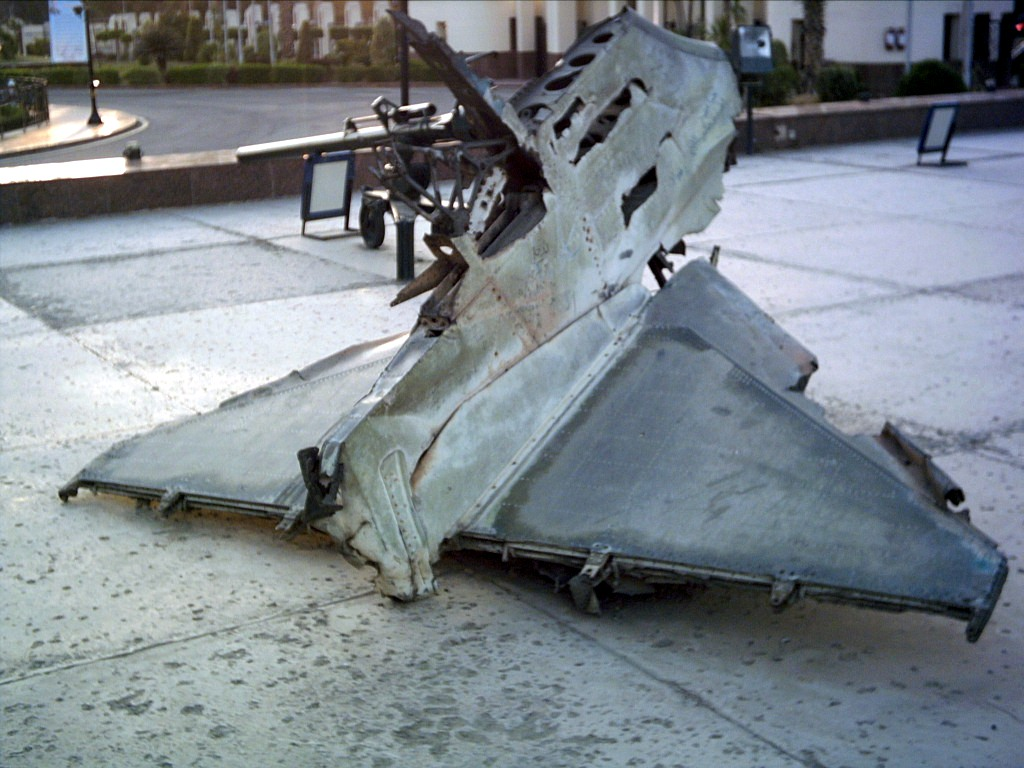
Уламки збитого ізраїльського A-4 Skyhawk

Штурмовики A-4 почали надходити до ВПС Ізраїлю у вересні 1967 року. У бойових діях вони вперше були використані навесні 1968 на йорданському фронті, і в подальшому застосовувалися на всіх фронтах «війни на виснаження». 15 травня 1970 року на рахунок пілота «Скайхока» Езри Дотану були записані два сирійських МіГ-17, збитих у повітряному бою над Ліваном. На Синайському фронті єгипетські МіГ-21 збили два ізраїльських «Скайхоки». Доводилося ізраїльським A-4 зустрічатися над Сінаєм і з радянськими МіГ-21, в результаті яких два «Скайхоки» отримали пошкодження і один був знищений. Всього за час війни в боях було втрачено не менше 4 ізраїльських «Скайхоків».
До початку Жовтневої війни 1973 року «Скайхок» був наймасовішим літаком ВПС Ізраїлю (близько 160 машин). В ході війни ізраїльська авіація зіткнулася з несподівано потужною системою ППО Єгипту і не менш потужною ППО Сирії, в результаті чого в перші три дні бойових дій були понесені важкі втрати. Тільки за один день 7 жовтня було збито як мінімум 30 «Скайхоків», лише деякі пілоти змогли катапультуватися. Більше половини з відправлених на Голанські висоти літаків не поверталися з бойового завдання. Для їх поповнення із США були терміново перекинуті в тому числі 46 «Скайхоків». Втрати A-4 в цій війні склали понад 50 машин.
За офіційними даними перед війною в Ізраїлі було 172 «Скайхоки», в ході війни вони зробили 4695 бойових вильотів, 52 літаки було збито і 89 пошкоджено. Як мінімум 1 пошкоджений «Скайхок» був списаний. У повітряних боях було збито як мінімум 9 «Скайхоків» — 5 збито сирійськими МіГ-21, 2 сирійськими МіГ-17, 1 єгипетським МіГ-21 і 1 іракським МіГ-21. Літаки, що були поставлені під час війни також встигли зробити кілька вильотів, про їхні втрати нічого невідомо.
Після закінчення великої війни ізраїльські «Скайхоки» продовжували здійснювати бойові вильоти над Голанськими висотами. 19 квітня 1974, над горою Хермон, вогнем сирійської «Шилки» був збитий A-4, льотчик загинув у літаку.
Наприкінці 1970-х і на початку 1980-х років ізраїльські A-4 брали участь у нападах на бази Організації визволення Палестини на території Лівану. Вони застосовувалися і в ході операції «Мир Галілеї» — повномасштабного вторгнення в Ліван влітку 1982 року. Втрачено один літак, збитий ракетою ПЗРК Стріла-2 6 червня 1982 року (пілот потрапив у полон).

### Фолкленди
Основу реактивної ударної авіації Аргентини під час Фолклендської війни (1982) становили «Скайхоки» і «Даггери». Всього Аргентина мала 48 A-4: 26 A-4B, 12 A-4C і 10 A-4Q. Через відсутність відповідних аеродромів на Фолклендах вони були змушені виконувати бойові вильоти з материка, що значно збільшувало дальність польоту.
«Скайхоки» залучалися головним чином до ударів по британських кораблях із застосуванням вільнопадаючих авіабомб. Незважаючи на те що багато бомб не вибухали (висота скидання часто була занадто мала, і детонатор не встигав спрацювати), пілотам A-4 вдалося знищити чотири з шести втрачених британських кораблів («Ардент», «Ковентрі», «Ентілоуп», «Сер Галахед»), ще кілька кораблів були пошкоджені; таким чином, штурмовики «Скайхок» виявилися найбільш ефективними аргентинськими літаками в цьому конфлікті. Яскравим прикладом можливостей сучасної штурмової авіації стали події в Блафф-Коув 8 червня 1982 року. Британське командування збиралося перекинути в цей район по морю підкріплення для батальйону парашутистів, що вже знаходився на позиціях. Перекидання повинне була проводитися в темний час доби, але в результаті ряду випадковостей і помилок обидва десантні кораблі все ще перебували в Блафф-Коув з настанням світанку. В результаті вони були помічені аргентинцями, і група «Скайхоків» завдала удару по місцю висадки, не зустрівши жодної протидії. Наслідки нальоту були катастрофічними: загинуло близько 50 британських військовослужбовців, кораблі були пошкоджені, причому пошкодження «Сер Галахед» виявилися настільки важкими, що він був затоплений після припинення бойових дій.
Втрати озброєних «Скайхоками» ескадрилій в ході війни склали 22 літаки (10 A-4B, 9 A-4C і 3 A-4Q) і 19 пілотів, з них 8 збито британськими Sea Harrier, 7 — вогнем ЗРК з кораблів, 3 вогнем із землі, 1 «дружнім вогнем» і 3 розбилося.

### Інші конфлікти

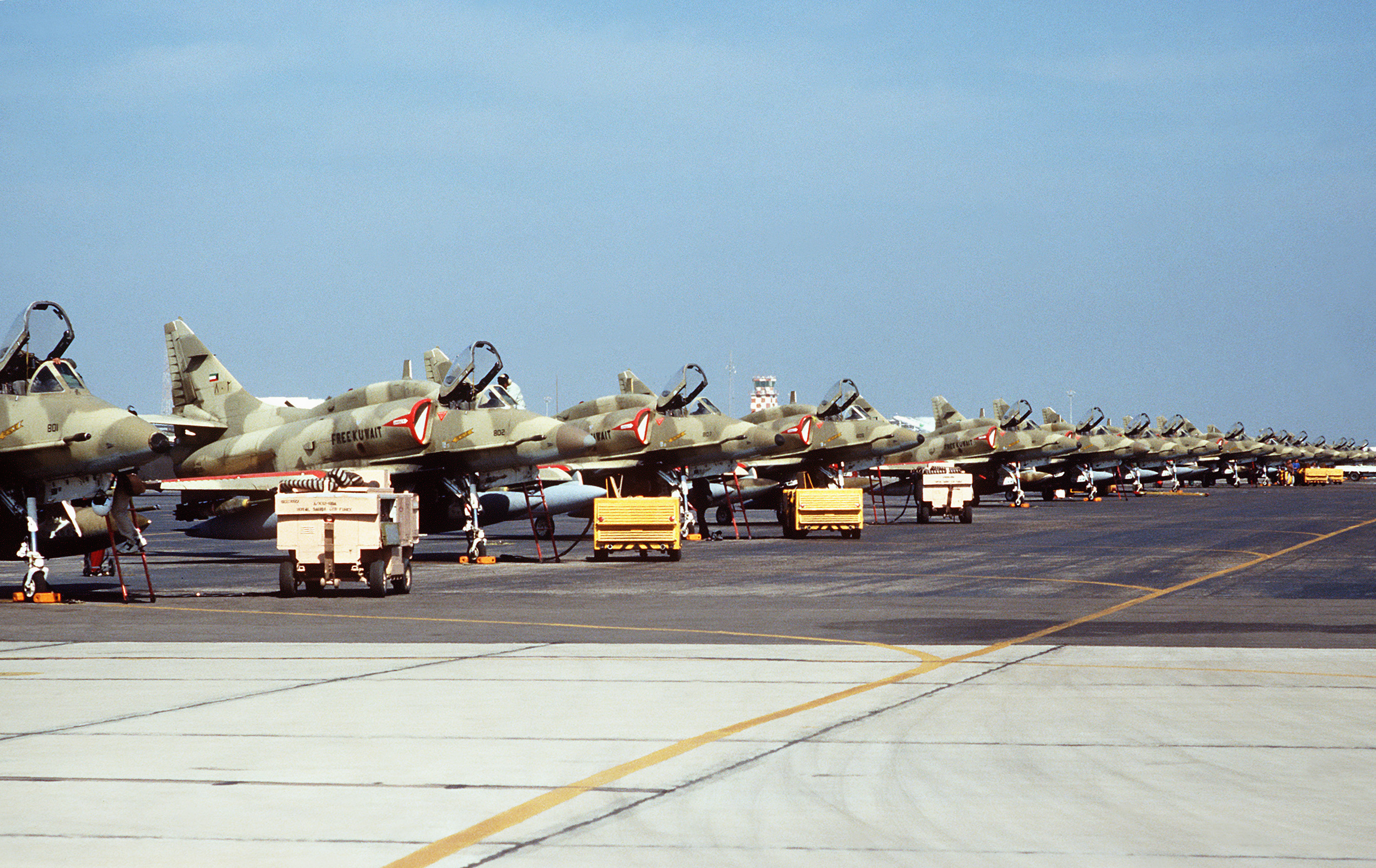
Лінійка A-4KU під час «Бурі в пустелі», 13 лютого 1991 року

Під час іракського вторгнення в Кувейт у серпні 1990 року кувейтські A-4KU завдавали ударів по військах противника, що наступали. Кілька літаків були втрачені, інші встигли до захоплення аеродромів перелетіти в Саудівську Аравію. П'ять «Скайхоків» дісталися Іраку в якості трофеїв. Вся вціліла кувейтська авіація увійшла до складу Вільних ВПС Кувейту (Free Kuwaiti Air Force). «Скайхоки» активно брали участь в операції «Буря в пустелі» в січні-лютому 1991 року, зробивши більше 1300 бойових вильотів при втраті всього одного літака (пілот потрапив у полон).
Індонезійські «Скайхоки» використовувалися проти партизанів на окупованому Східному Тиморі, однак подробиці цих операцій невідомі.

## Варіанти

### Американські

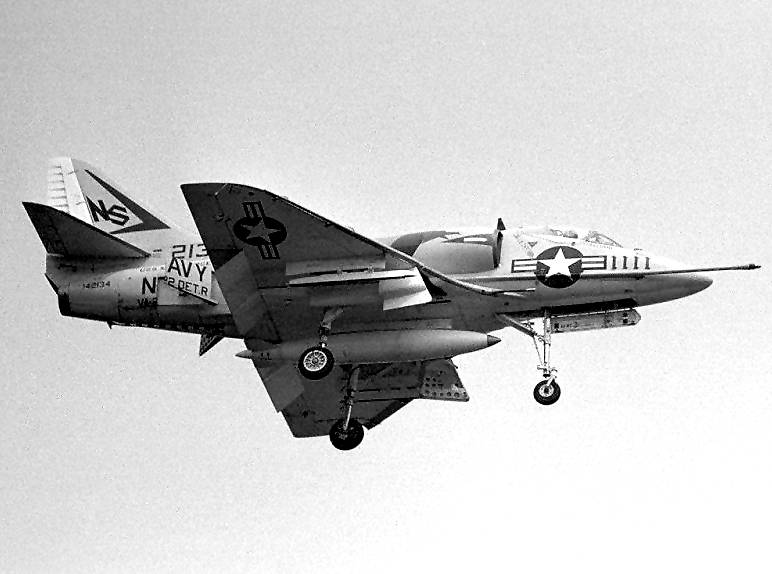
A-4B

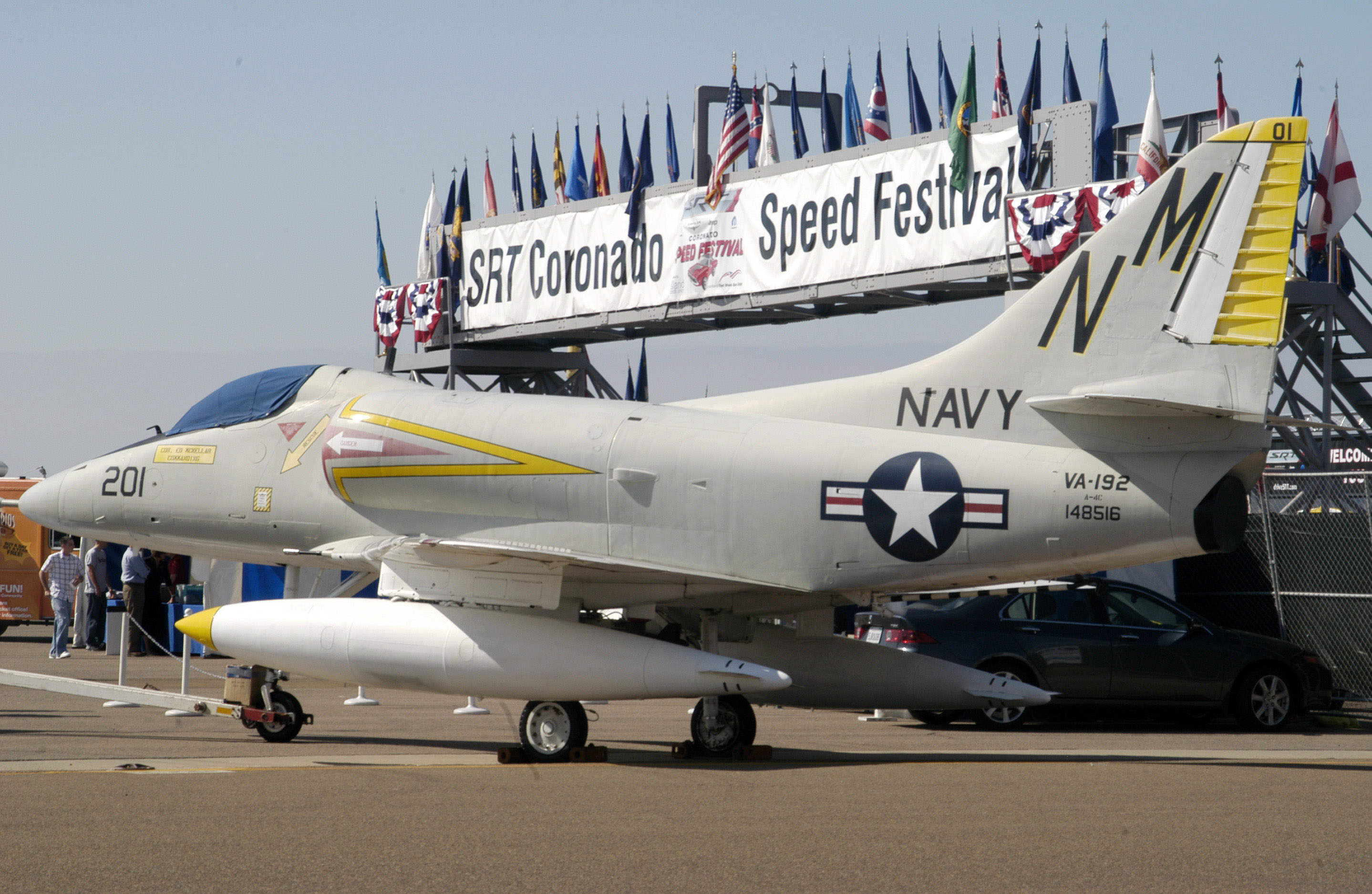
A-4C

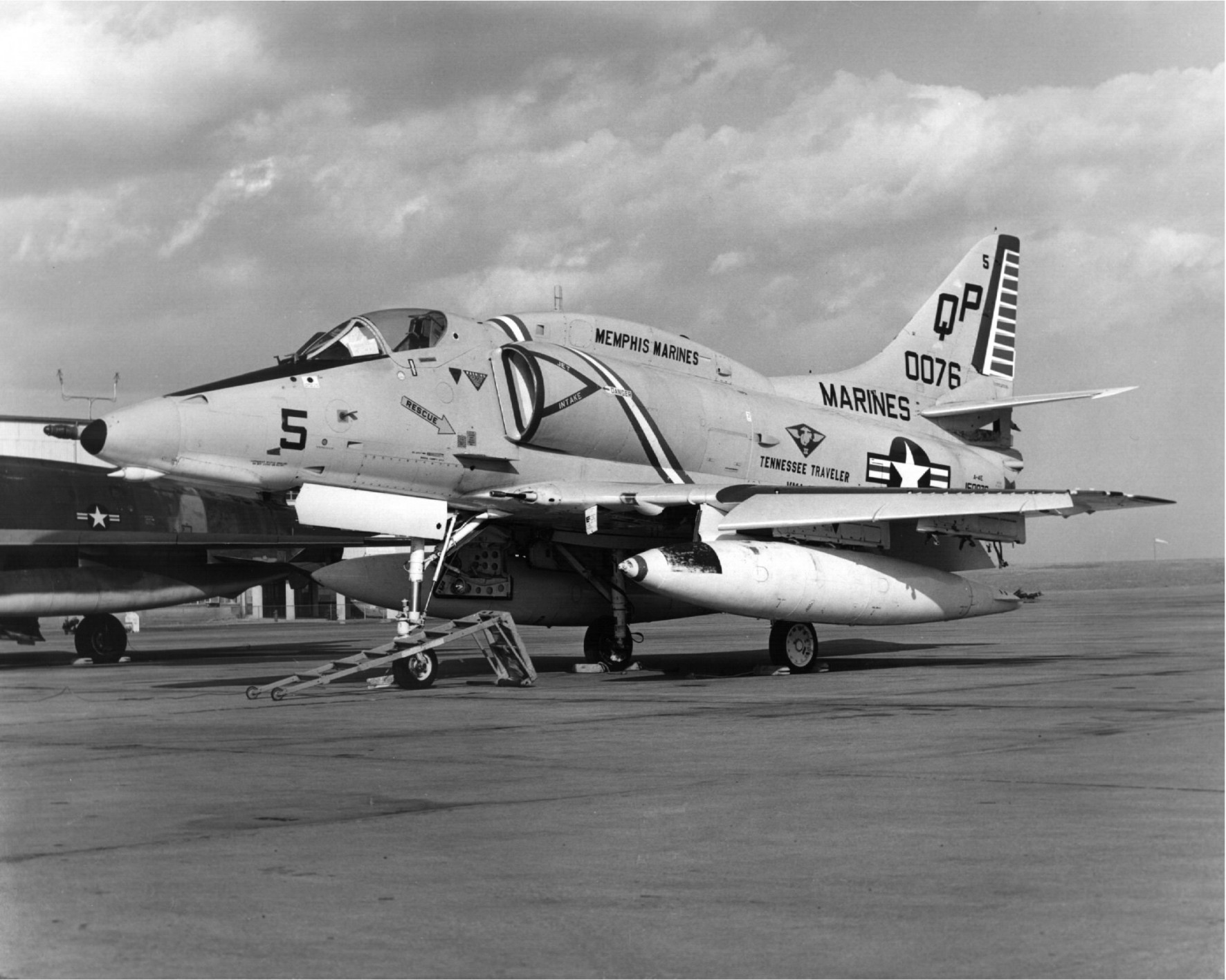
A-4E морської піхоти (пізній варіант із гаргротом за зразком A-4F)

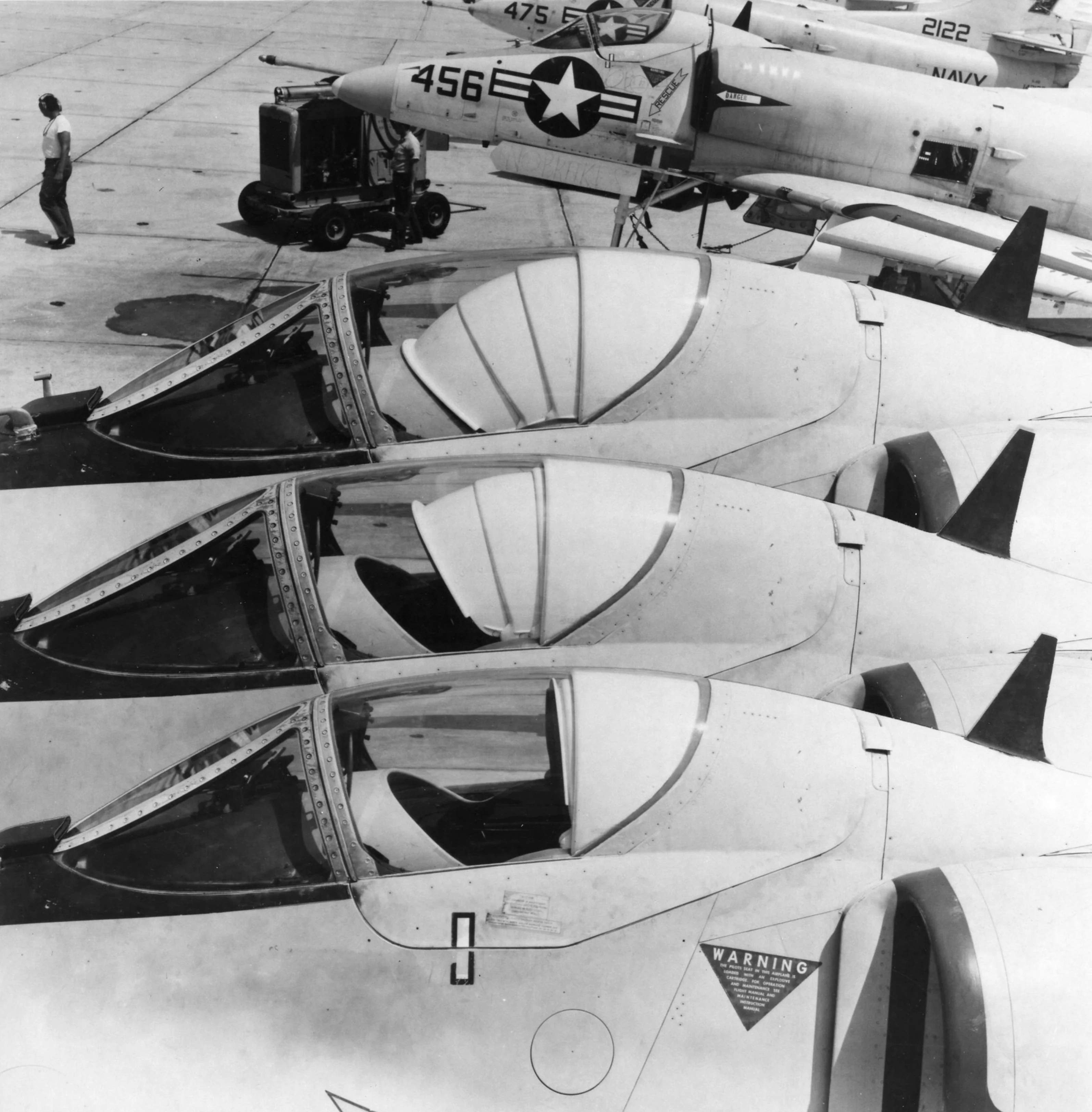
A-4E ВМФ США. Зсувні стулки теплового захисту пілота в різному положенні. Пристрій повинен використовуватися після скидання ядерної бомби для захисту пілота від світлового спалаху ядерного вибуху. Під час ліванської кризи 1958 року «Скайхоки» штурмових ескадрилій на авіаносцях Essex і Saratoga були озброєні ядерною зброєю і перебували в стані бойової готовності в очікуванні «надзвичайного стану».

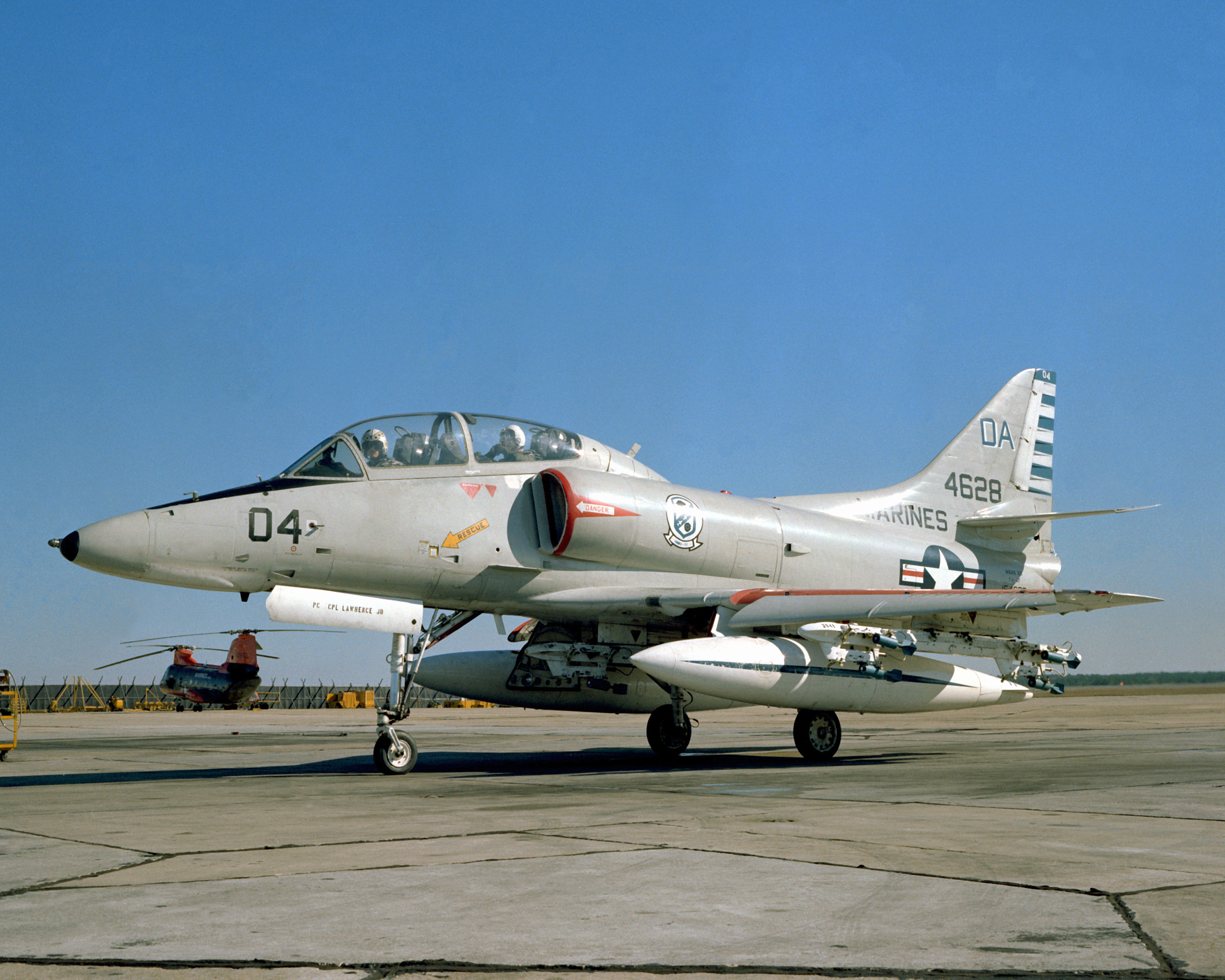
TA-4F Корпуса морської піхоти

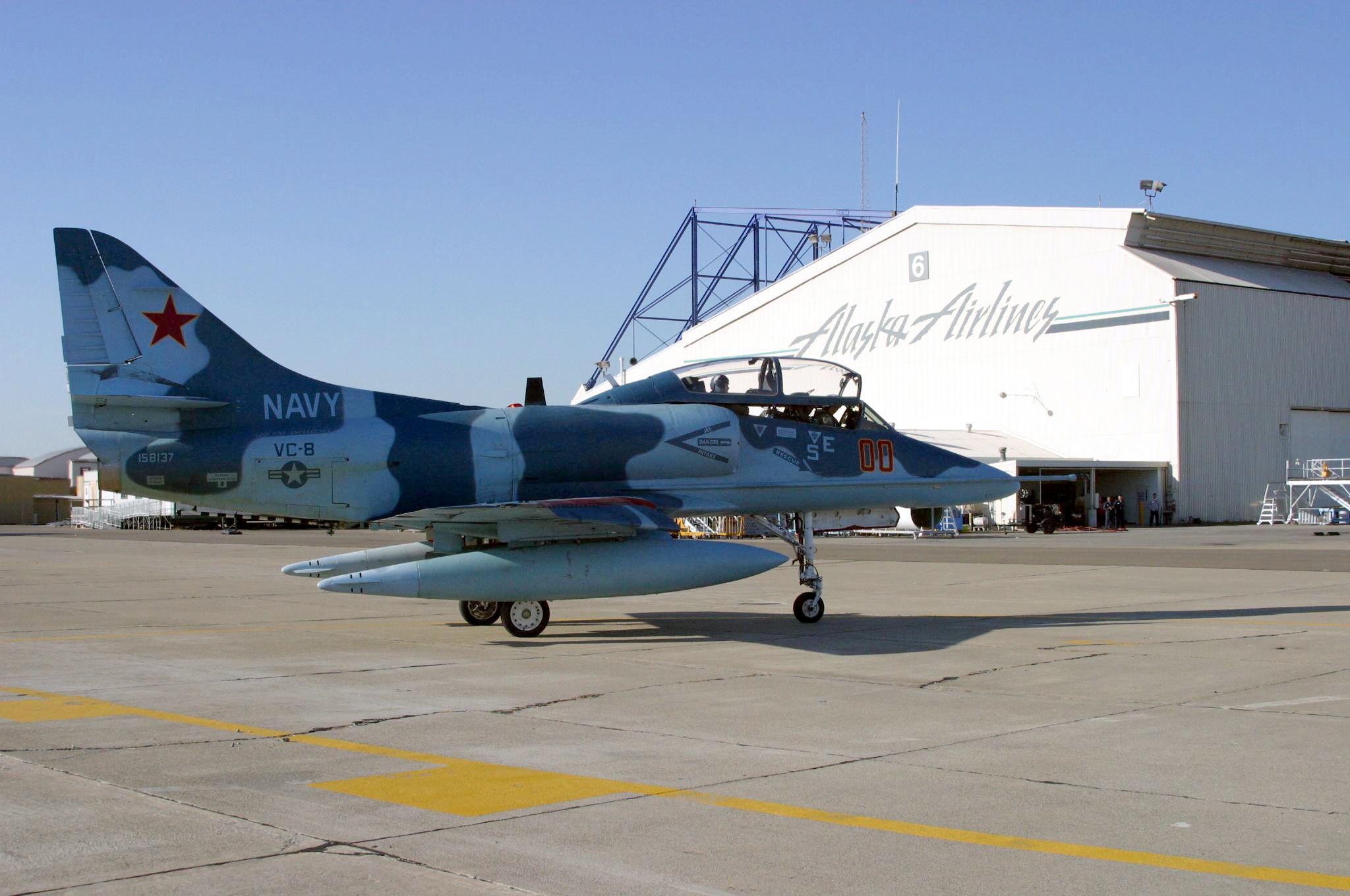
TA-4J в забарвленні «агресора» незадовго до зняття з озброєння. 2003 рік

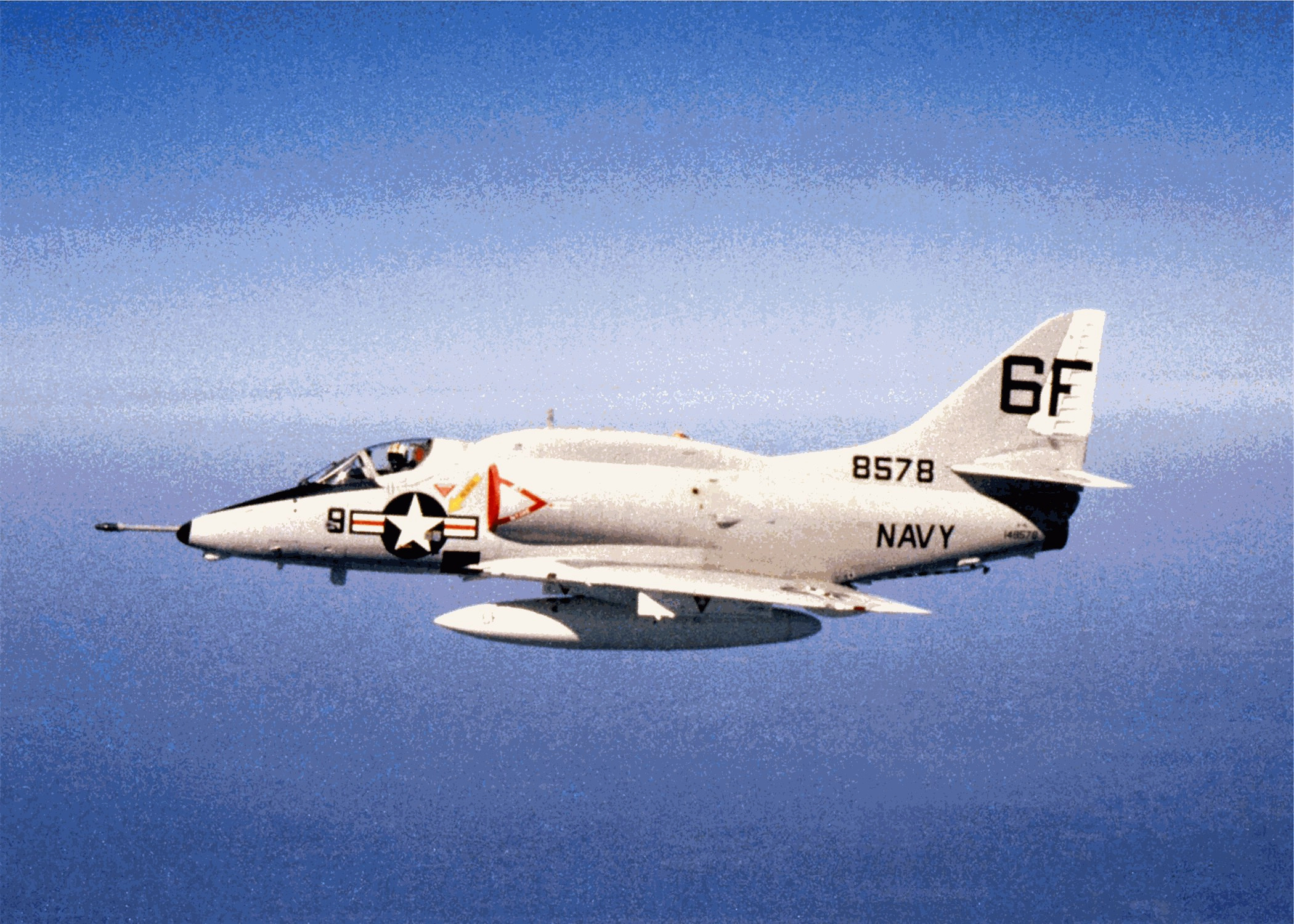
A-4L

- XA4D-1 — Прототип (індекс до 1962 року).
- YA4D-1 (YA-4A, пізніше A-4A) — прототипи для льотних випробувань та передсерійні літаки (індекс до 1962 року). Побудовано 19 машин, пізніше перейменованих в A-4A.
- A-4A (A4D-1) — перша серійна модифікація з двигуном Райт J65-W-4. Здійснив перший політ 14 серпня 1954 року, серійно вироблявся до 1957 року, побудовано 146 машин (ще 19 машин були спочатку побудовані як передсерійні YA4D-1).
- A-4B (A4D-2) — посилена задня частина фюзеляжу, новий двигун Райт J65-W-16 (3490 кгс), встановлена штанга для дозаправки в польоті, доопрацьовані навігаційна система і система керування літаком. Серійно вироблявся в 1955—1958 роках, побудовано 542 машини.
- A-4C (A4D-2N) — нічний всепогодний штурмовик із можливістю маловисотного бомбометання. Радар AN/APG-53A в подовженій носовій частині фюзеляжу, автопілот, система маловисотного бомбометання LABS, нове катапультне крісло, двигун Райт J65-W-16A (3175 кгс), на пізніх літаках потужніший J65-W-20 (3810 кгс на зльоті). Здійснив перший політ 21 серпня 1958 року, серійно вироблявся до 1962 року, побудовано 638 машин.
- A4D — позначення не використовувалося, щоб уникнути плутанини з A4D, що існував до 1962 року.
- A4D-3 — запропонований в 1957 році всепогодний штурмовик із двигуном Пратт-Уїтні J52-P-2 (3855 кгс). Серійно не вироблявся.
- A4D-4 — запропонований в 1958 році дальній всепогодний ударний літак для доставки ядерної зброї. Серійно не вироблявся.
- YA-4E (YA4D-5) — прототип A-4E. Побудовано 2 машини.
- A-4E (A4D-5) — варіант з глибокою модернізацією. Оснащений новим двигуном Пратт-Уїтні J52-P-6A з тягою 37 кН. Посилено фюзеляж, змінений центр ваги, число пілонів для підвіски озброєння збільшено з трьох до п'яти, подовжена носова частина фюзеляжу для доплерівського навігаційного радара, встановлені: система тактичної навігації TACAN, бортова ЕОМ для бомбометання з напівпетлі, прицільний комплекс AJB-3A для бомбометання з малих висот. Пізніше багато машин цієї модифікації були оснащені двигуном J52-P-8 з тягою 41 кН. Здійснив перший політ 12 липня 1961 року, серійно вироблявся до 1966 року, побудовано 499 машин.
- A4D-6 — запропонована в 1963 році модифікація, серійно не вироблялася.
- TA-4E — прототип двомісної навчально-тренувальної модифікації «Скайхок». Здійснив перший політ 30 червня 1965 року, побудовано 2 машини, пізніше перейменовані в TA-4F.
- A-4F — розвиток A-4E. Додаткове електронне обладнання в гаргроті (характерний «горб», який використовували на більшості подальших модифікацій), двигун Пратт-Уїтні J52-P-8A (4220 кгс), пізніше замінений на J52-P-408 (5080 кгс). Додаткове бронювання кабіни для захисту від куль і осколків. Здійснив перший політ 31 серпня 1966 року, серійно вироблявся до 1968 року, побудовано 147 машин.
- TA-4F — двомісний навчально-тренувальний літак. Серійно вироблявся в 1965—1967 роках, побудовано 238 машин (ще 2 були спочатку побудовані як TA-4E).
- TA-4J — двомісний навчально-бойовий літак, модифікація на основі TA-4F. Демонтовано більшість систем керування зброєю і два з п'яти пілонів підвіски озброєння, двигун J52-P-6 (3855 кгс). Здійснив перший політ 17 грудня 1968, побудовано 293 машини, велика частина TA-4F переобладнана в цей варіант.
- A-4L — позначення модернізованих A-4C Резерву ВМС США. Встановлений двигун J65-W-20 (3810 кгс), деякі незначні доопрацювання. Здійснив перший політ 21 серпня 1969, модернізовано 100 машин.
- A-4M (неофіційна назва «Скайхок» II) — штурмовик для Корпусу морської піхоти США. Збільшено ліхтар кабіни, встановлений гальмівний парашут, нова штанга дозаправки в польоті, система розпізнавання «свій-чужий», двигун J52-P-408a з тягою 50 кН. В ході виробництва встановлена додаткова апаратура, в тому числі нові індикатори в кабіні, система попередження про радіолокаційне опромінення, нова система бомбометання ARBS (Angle Rate Bombing System) Хьюз AN/ASB-19. Бронезахист льотчика з передніх напрямків і з нижньої півсфери, лобове бронескло. Протектований бак, дві гідросистеми управління (основна і резервна). Здійснив перший політ 10 квітня 1970 року, серійно вироблявся до 1979 року (остання серійна модифікація A-4), побудовано 158 машин (ще 2 переобладнані з A-4F).
- OA-4M — позначення двомісних TA-4F, переобладнаних у літаки передового авіанаведення для Корпусу морської піхоти США. Переобладнано 23 машини.

### Експортні

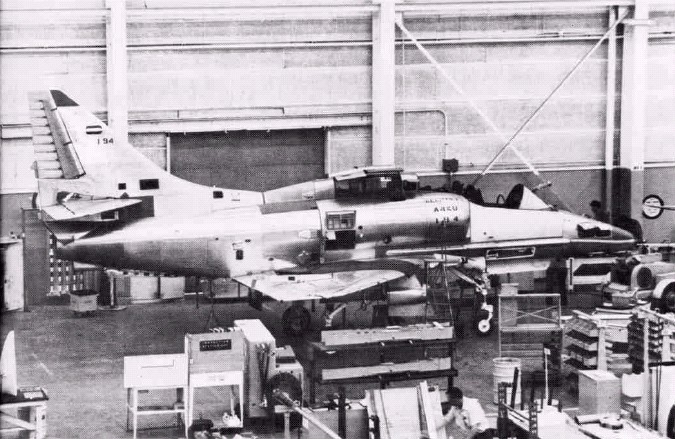
Стапельне складання A-4KU.

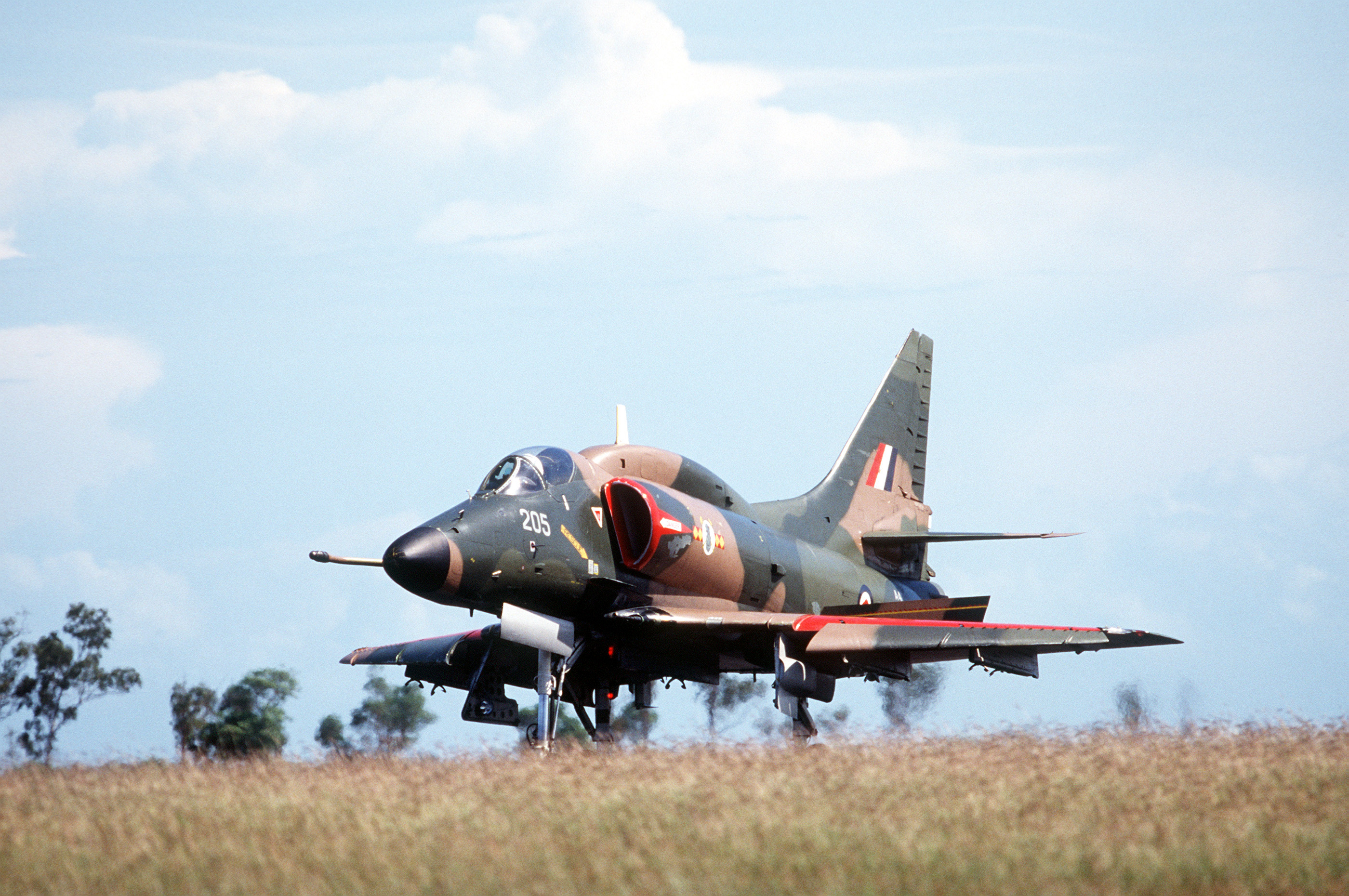
Новозеландський A-4K

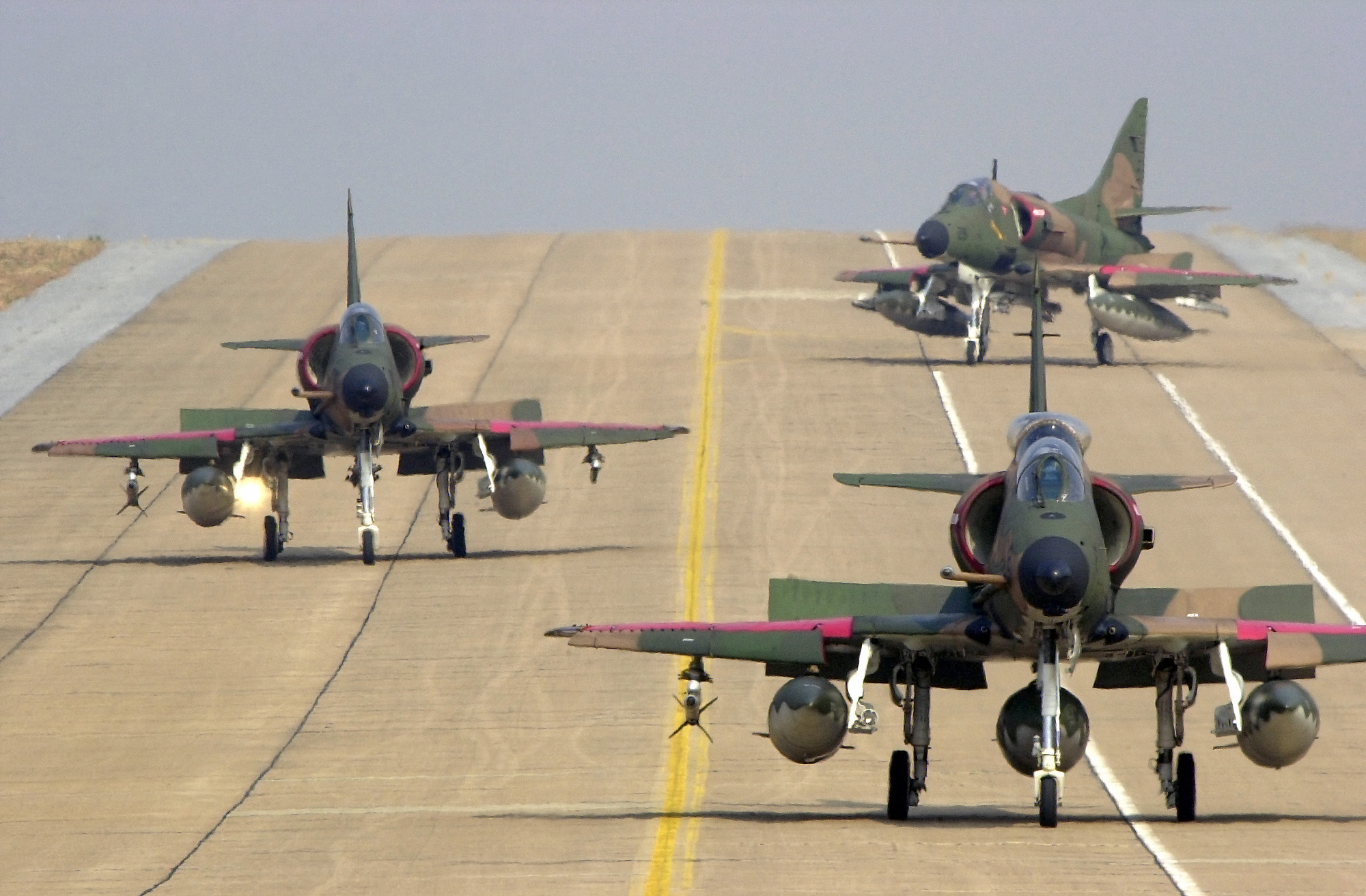
Сингапурські A-4SU

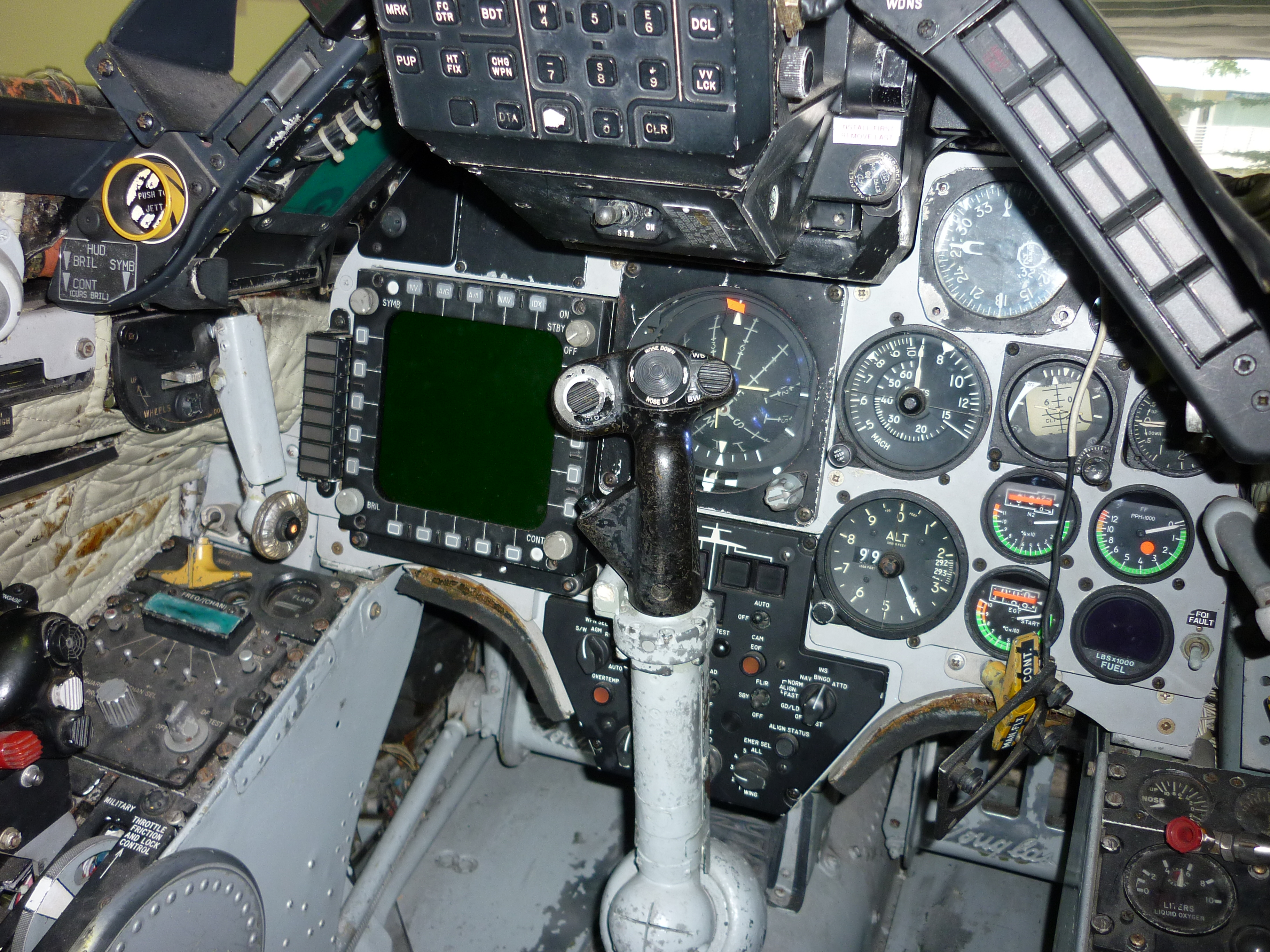
Панель приладів A-4SU Super Skyhawk.

- A-4AR (Fightinghawk) — A-4M із модернізованим бортовим обладнанням для ВПС Аргентини. У другій половині 1990-х років поставлено 36 машин.
- TA-4AR — OA-4M для ВПС Аргентини. У другій половині 1990-х років поставлено 4 літаки.
- A-4G — експортне позначення A-4F для Королівського військово-морського флоту Австралії. Призначений для забезпечення ППО флоту, міг нести до 4 КР «повітря-повітря» AIM-9. Здійснив перший політ 19 липня 1967 року, побудовано 8 машин (ще 8 пізніше переобладнані з A-4F).
- TA-4G — двомісний навчально-тренувальний літак для Королівського військово-морського флоту Австралії. Здійснив перший політ 21 липня 1967 року, побудовано 2 машини (ще 2 пізніше переобладнані з TA-4F).
- A-4H — A-4F для ВПС Ізраїлю, призначений для експлуатації з наземних аеродромів. 20-мм авіагармати Colt Mk 12 замінені на 30-мм DEFA, демонтований гаргрот. Здійснив перший політ 27 жовтня 1967 року, побудовано 90 машин.
- TA-4H — двомісний навчально-тренувальний літак для ВПС Ізраїлю, модифікація на основі TA-4J. Побудовано 10 машин.
- A-4K — A-4F для Королівських ВПС Нової Зеландії, призначений для експлуатації з наземних аеродромів. Здійснив перший політ 10 листопада 1969, побудовано 10 машин (ще декілька пізніше переобладнані з австралійських A-4G).
- TA-4K — TA-4F для Королівських ВПС Нової Зеландії. Побудовано 4 машини.
- A-4KU — A-4M для ВПС Кувейту, призначений для експлуатації з наземних аеродромів. Збільшено ліхтар кабіни, деякі інші зміни, двигун J52-P-408 (5080 кгс). Здійснив перший політ 20 липня 1976, побудовано 30 машин.
- TA-4KU — двомісний навчально-тренувальний літак для ВПС Кувейту. Здійснив перший політ 14 грудня 1976, побудовано 6 літаків.
- A-4N — A-4M для ВПС Ізраїлю. Нова навігаційна система і система управління зброєю, радар AN/APQ-145, 30-мм авіагармати DEFA. Здійснив перший політ 8 червня 1972 року, побудовано 117 літаків.
- A-4P — позначення літаків A-4B, призначених для ВПС Аргентини (75 машин).
- A-4PTM (PTM — Peculiar to Malaysia) — A-4C і A-4L для Королівських ВПС Малайзії. Модернізоване бортове обладнання (включаючи радар AN/ARN-118), новий ліхтар кабіни, гальмівний парашут, двигун J65-W-20. Перший політ — 12 квітня 1984 року.
- TA-4PTM — двомісний навчально-тренувальний літак для Королівських ВПС Малайзії (переобладнані A-4C і A-4L). Перший політ — 28 серпня 1984 року.
- A-4Q — позначення літаків A-4B для ВМС Аргентини (16 машин).
- A-4S — A-4B для ВПС Сінгапуру. Оновлене деяке бортове обладнання, 30-мм гармати Aden, п'ять вузлів підвіски озброєння, двигун J65-W-20 (3810 кгс). Перший політ — 14 липня 1973 року.
- TA-4S — двомісний навчально-тренувальний літак для ВПС Сінгапуру.
- A-4SU/TA-4SU (Super Skyhawk) — глибока модернізація A-4S-1, призначалися виключно для ВПС Сінгапуру (RSAF). Оснащувалися безфорсажном двигуном General Electric F404 і сучасним електронним обладнанням.

## Тактико-технічні характеристики
Наведені дані відповідають варіанту A-4E.

### Технічні характеристики
- Екіпаж: 1 чоловік
- Довжина: 12,6 м
- Розмах крила: 8,4 м
- Висота: 4,6 м
- Площа крила: 24,06 м²
- Маса пустого: 4365 кг
- Маса спорядженого: 8300 кг
- Маса максимальна злітна: 10 410 кг
- Двигун: 1× ТРД Pratt & Whitney J52-P-6A (1× 3855 кгс)

### Льотні характеристики
- Максимальна швидкість у землі: 1083 км/год
- Крейсерська швидкість: 800 км/год
- Швидкість звалювання: 224 км/год
- Бойовий радіус з 2 ППБ: 1094 км
- Перегоночна дальність: 3430 км
- Бойова стеля: 12 200 м
- Експлуатаційне перевантаження: −3/+8 g

### Озброєння
- Гармати: 2×20 мм (Colt Mk.12); боєзапас — 100 сн./ствол
- Точок підвіски: 5
- Бойове навантаження: до 3720 кг